# フォード・トリノ
フォード・トリノ (Ford Torino) はフォード・モーターが1968年から1976年にかけて北米向けに製造していた、アメリカ車としては中型の乗用車 (en:Mid-size car) である。車名は「イタリアのデトロイト」とも言われるトリノ市に由来する。

## 概要
第1世代のトリノはマーキュリー・モンテゴ (en:Mercury Montego) と共用のシャシを用いて、1962年から1970年まで製造された中型車のフォード・フェアレーン (en:Ford Fairlane (Americas)) の上級車種として、1968年に登場した。トリノ登場後しばらくの間はフェアレーンはトリノの内外装を簡略化したベースモデルとして残り続け、この間トリノは名目上はフェアレーンの付随グレード的な扱いであったが、実態はこの間にトリノはフォード中型車の中心的な存在となっていき、逆にフェアレーンがトリノの付随グレードとして見られるようになっていった。なお、トリノという名称自体は元々はフォード・マスタングの開発時点での名称候補の一つであった。
本来、トリノは大衆車としての位置付けであり、最も多く売れたモデルは4ドアセダンと4ドアハードトップであった。しかし一部のグレードには大排気量の強力なエンジンを搭載した高性能版もあり、428または429立方インチ (7.0L) のV型8気筒にラムエアインテークを組み合わせたコブラジェットエンジンが採用され、マッスルカーと呼ばれる車種の1つとして認知されていた。フォードはNASCAR参戦車両にトリノを選択し、トリノはレースの世界でも成功を収めた伝統を持つと認識されている。
第3世代グラン・トリノは様々な映像作品で日本でも著名な存在である。古くは刑事スタスキー&ハッチにおける赤いグラン・トリノとして日本のお茶の間にも知られた存在であった。第3世代の中でも特徴的なフロントマスクを有している1972年式は、2008年に公開されたクリント・イーストウッド監督・主演の映画『グラン・トリノ』で世界的に知名度が高まった。

## 第1世代(1968–1969年): 高級版フェアレーン

### 1968年式

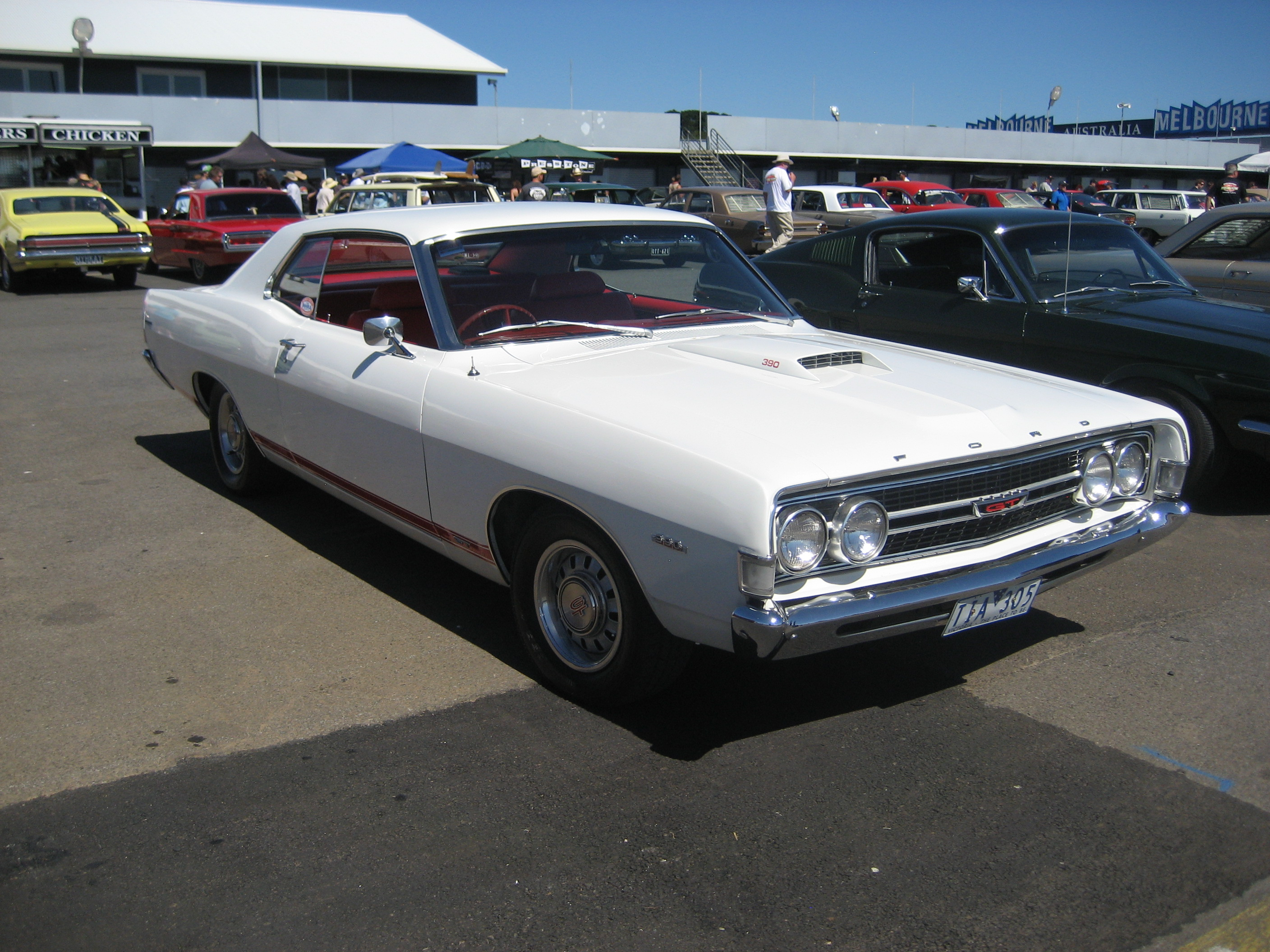
1968年式トリノGT・ハードトップ

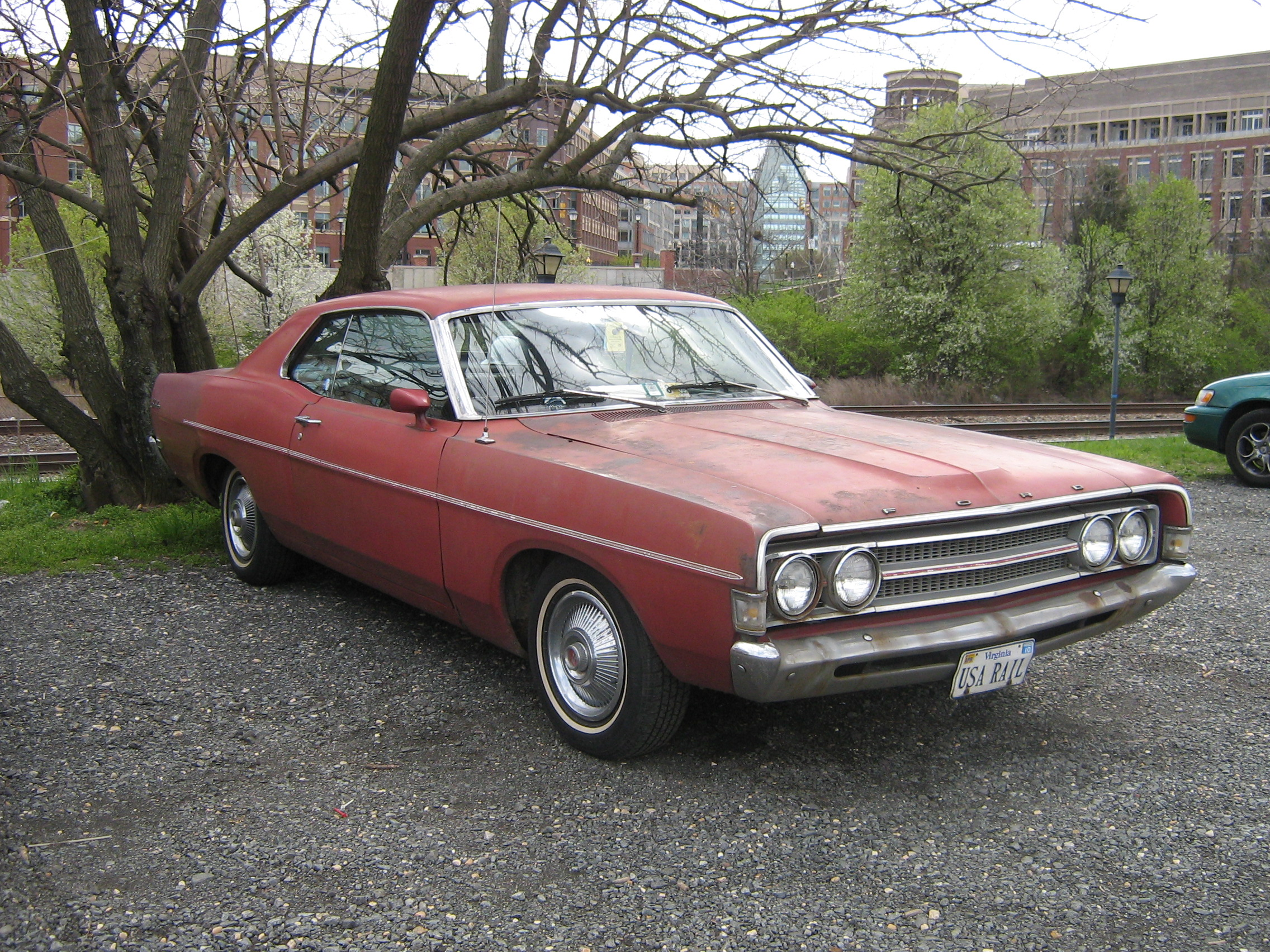
1968年式フェアレーン・ハードトップ

1968年のモデルイヤーに、フォードは従来のフェアレーンの上級車種として新しいデザインの中型車を追加し、トリノと名付けた。この時点ではトリノはフェアレーンのサブシリーズとしての位置付けと認識されていた。1968年式のフェアレーンとトリノは、1967年式の先代フェアレーンと同じホイールベースを採用し、2ドアモデルと4ドアモデルは116インチ (2,946 mm)、ステーションワゴンは 113インチ (2,870 mm) であった。一方、スタイリングは先代モデルとは大きく変わり、フォードの新しい中型車ラインナップはより大きく重いものとなった。また、新たにファストバックモデルが加わった。
フロントマスク幅いっぱいに埋め込まれたフロントグリルと、その両端に水平4灯ヘッドライトが設けられた。グレードによってはフロントグリルを上下に分割する棒状の装飾がグリル内部にあしらわれた。パーキングライトはフロントフェンダーの前端角に配置され、1968年からの法規制に基づいたサイドマーカーライトとしても作用するようになっていた。ボディ側面は平滑で、中央付近に水平に１本のプレスラインが車体前方から後方まで施されていた。テールライトの形状は長方形で、リアバンパーの上のボディパネル上に垂直に配置されていた。後退灯はテールライトの中央に配置されており、リアサイドマーカーライトはクォーターパネル（リアフェンダー）の後端に配置されていた。フォードはファストバックモデルをスポーツルーフと称し、僅かに凹んだテールライトパネルが独特のボディスタイルを形成していた。ルーフラインはなだらかに傾斜してトランクリッドの端まで続いていた。ファストバックのスタイルはフェアレーンとトリノの空力特性の改善に大いに役立ち、レーストラックでの走行にも大きなアドバンテージを与えた。
フォードは1968年の中型車ラインナップを14種類用意した。ベースモデルはフェアレーンで2ドアハードトップと4ドアセダン/ステーションワゴンの3種類で構成された。やや上級のものがフェアレーン500と名付けられ、2ドアハードトップ/スポーツルーフ/コンバーチブル、4ドアセダン/ステーションワゴンの5種類で構成された。そして最上級モデルがトリノと名付けられ、2ドアハードトップと4ドアセダン、そしてスクワイアのサブネームを与えられボディ側面に木目パネル装飾 (en:Woodie) を施されたステーションワゴンの3種類で構成された。フェアレーン500の2ドアハードトップ/スポーツルーフ/コンバーチブルをベースに最もスポーティな味付けがされたモデルはトリノGTの名称が与えられた。
1968年式フェアレーン/トリノは1967年式フェアレーンと同様にモノコックボディが採用された。サスペンションもフロントはコイルスプリングの取り付け部がアッパーアームに設けられ、ロアアームにはスタビライザーが設けられたダブルウィッシュボーン式サスペンションとされた。リアは長い半楕円形リーフスプリングを用いたリーフ式サスペンションとされた。V8エンジンを搭載する車両には、より強固なスプリングとショックアブソーバーに交換するヘビーデューティサスペンションがオプション設定された。ステアリングはボール・ナット式で、パワーステアリングもオプション設定された。ブレーキは基本は4輪ドラムブレーキであったが、オプションでフロントディスクブレーキとブレーキブースター (en:Vacuum servo) 機能も選択できた。
1968年式フェアレーン/トリノはインテリアも一新された。新しいダッシュボードはステアリング・ホイールを中心に4つの同じ大きさのメーターポッドが並ぶデザインとなった。しかし、必ずしも全てのメーターポッドが使用されているものばかりではなく、スピードメーターと燃料計、各種警告灯のみしか備えられていない場合も多かった。燃料計と温度警告灯は左から1番目のメーターポッドに収められ、120 mph (190 km/h) スピードメーターは2番目のメーターポッドに配置された。充電警告灯と油圧警告灯は3番目のメーターポッドに収められ、4番目のメーターポッドは通常は空白とされていた。オプションのタコメーターを選択すると3番目のメーターポッドに収められ、4番目にはオプションの時計が収められた。フォードは内装材にも多彩なオプションを用意した。その一つがcomfort weaveと呼ばれるニット調の表面加工が施されたビニール内装である。この珍しいオプションは通常のビニール素材よりも通気性に優れ、暑い天候の際にシートが蒸れる事を予防した。
フォードは1968年の中型車ラインナップ向けに多彩なエンジンオプションを用意した。トリノGTを除く全てのモデルは標準で200 cu in (3.3 L)・シングルバレル 直列6気筒エンジンが搭載され、トリノGTには標準でチャレンジャー302V8基本型が搭載された。他に利用可能であったエンジンはチャレンジャー289V8基本型、チャレンジャー302V8基本型、2バレルまたは4バレルキャブレターのサンダーバード390V8であった。また、サンダーバード427ハイパフォーマンスV8もオプション設定されていたが、これはカタログ上のみの存在で後にオプションから削除され、1968年式フェアレーン/トリノでこのエンジンが搭載されて販売されたものは存在しない。1968年4月1日には、コブラジェット428V8もエンジンオプションに追加されたが、モデルイヤー中期での導入であった為に製造数はとても少ない。428 CJエンジンはこの年式で最も強力なものであり、定格出力で335馬力 (250 kW)を発揮したとされる。428 CJを搭載した車両にはフォードのフルサイズ車から転用された赤文字にクロームメッキ装飾された428エンブレムがリアフェンダーのパーキングライト付近に装着された。全てのモデルには標準で3速マニュアルトランスミッションが装備され、オプションで3速オートマチックトランスミッションか、4速MTが選択できた。3速ATには排気量により2種類が存在し、直6やV8スモールブロックなどの小中排気量エンジンにはクルーズOマチック (en:Cruise-O-Matic)、V8ミディアムブロックのような中大排気量エンジンにはフォード・C-6型変速機 (en:Ford C6 transmission) が用いられた。
トリノの内装には多彩な色分けがされたカーペットや内外装トリムが装備され、Cピラーにはトリノのエンブレムが装着された。トリノGTにはバケットシートとセンターコンソールが標準で付属し、トリノGT専用のエンブレムが外装トリムに設けられた。またホイールキャップ (en:hubcap) にもGTの文字があしらわれ、ドアパネル内側にはカーテシーライトも装備された。トリノGTにはGTハンドリングサスペンションパッケージと呼ばれるサスペンション改造メニューも用意されており、これにはより強固なスプリングとショックアブソーバーと共にフロントサスペンションへのスタビライザーの追加も含まれていた。4速MT車には後車軸のホッピングを防ぐ為にstaggered shockと呼ばれる特殊なショックアブソーバーの配置が行われた。また、GTには専用のボディストライプオプションが用意されており、C形状のストライプがフロントフェンダーの端に取り付けられていた。これはボディサイドを一直線に横切るようなストライプ状のモールディングが取り付けられるもので、前後のタイヤハウス付近ではC形状に整形されてフェンダーの端に沿ってモールディングが配置された為、一種のオーバーフェンダーのような役割も果たし、結果として全幅がやや増大した。
1968年式の車種には単純な速さだけであればより速い車種は多く存在したが、トリノGTは適度なパワーと優れたハンドリングの組み合わせにより各自動車雑誌のロードテストで高い評価を得た。Car Life誌では1968年式トリノGT・スポーツルーフに390立方インチ4バレルキャブレター、C-6型3速AT、3.25:1の最終減速比のデフを装備した車両を使用して、0-60 mph (97 km/h) 加速は7.7秒、1/4マイル（en:Dragstrip、所謂ゼロヨントラック）は15.8秒で駆け抜け、最終地点では90 mph (140 km/h) というテスト結果を公表した。モータートレンド (en:Motor Trend) 誌は1968年式トリノGTを評して「より高い速度でタイトなコーナーを通過するにはドライバーの高い技術が要求されるが、トリノGTの性能は技術の差を補助するに十分なものである。」と賞賛した。カー・アンド・ドライバー誌は1968年式トリノGTに428 CJ・ラムエアインテークエンジン、C-6型3速AT、最終減速比3.91:1で、1/4マイル14.2秒、最終地点98.9 mph (159.2 km/h) を計時した。同誌はトリノGTを評して「1速から2速までの間はワイドオーバルタイヤをでもルーズだ。この性能を306米ドルで入手できるコブラジェットエンジンが、フォードの愛好家に喜ばれるのも頷ける。」と述べている。
前述の通り、この年度のステーションワゴンにはフェアレーン、フェアレーン500、そしてトリノ・スクワイアの3種類が存在した。そしてその全てのワゴンにフォード・マジックドアゲートと呼ばれる3段開閉式リアゲートが標準装備され、オプションでトランクルーム内に折り畳み式サードシートも装着でき、乗車人数を標準の6人から最大8人に増加させる事が出来た。トリノ・スクワイアには標準でボディ側面に木目調装飾パネル (en:Woodie#Simulated woodgrain) が施され、トリノセダンよりも洗練された内装トリムも用いられた。ステーションワゴン向けの珍しいオプションとして、クロームメッキのルーフレールと後席用パワーウインドウが存在した。

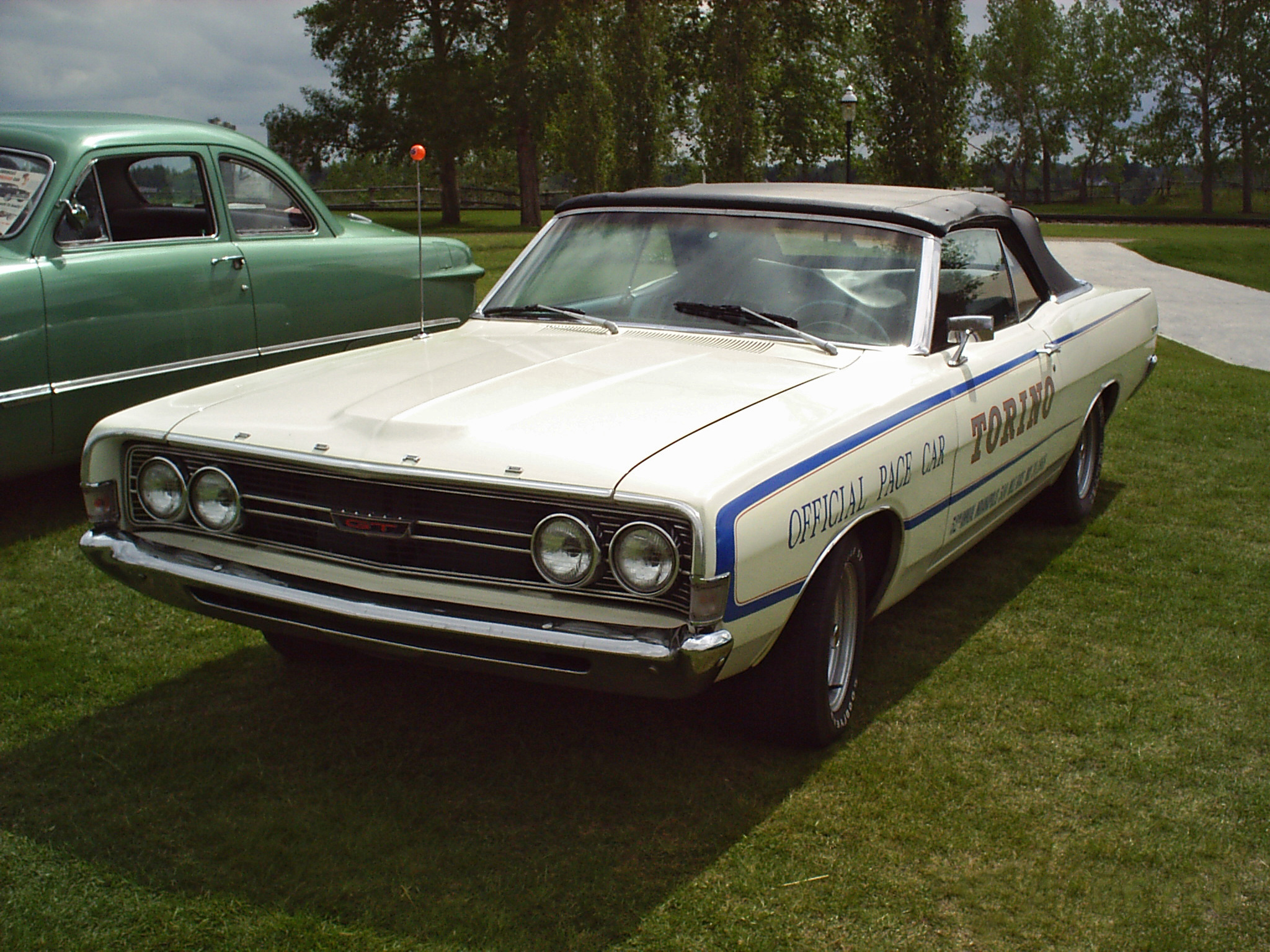
1968年式トリノ・コンバーチブル(インディ500ペースカー)

1968年は非常に成功したモデルイヤーとなり、トリノだけでも172,083台を売り上げた。フェアレーンを含めた場合実に371,781台もの売り上げとなったのである。トリノは自動車各誌にも高い評価を受け、トリノGTコンバーチブルは1968年のインディアナポリス500マイルレース の公式ペースカーにも選ばれる栄誉を得た。

### 1969年式
1969年式フェアレーン/トリノは内外装の改装は僅かであったが、性能面での改良が顕著に行われた。フォードは典型的なマイナーチェンジとしての小改装を施したが、1969年式の全般的なフォルムは1968年式とそう大きくは変わらなかった。フロントグリルが若干の修正を受け、グリルを上下に分割する横棒がより強調されたデザインとなった。テールライトも1968年式よりも角張った形状に改められた。フェアレーンの全モデルにはリアパネルを上下に分割するアルミニウム製の横棒がデザインに取り入れられた。特にスポーツルーフでは左右のテールライトの後退灯の間を連結するような形でこの横棒が設けられていた。
1969年にフォードが製造した車種は14車種から16車種に増加した。1968年モデルから引き継がれた車種に加え、新たにコブラという名称の2ドアスポーツルーフ(ファストバック)と2ドアハードトップの2車種が追加された。この新しいモデルについて、フォードが当時発行した資料では単にコブラと称するのみで、トリノの名称もフェアレーンの名称も与えてはいなかったが、多くの自動車に関する文献ではトリノのラインナップのサブネームとしてトリノ・コブラと記載される。あるいは、コブラの車体番号にはフェアレーン500と共通のものが割り当てられたため、フェアレーン・コブラと呼ばれる場合もある。車体にもフェアレーンやトリノのネームプレートは付けられてはいなかったが、1969年にNASCARに出走した車両にはトリノ・コブラと書かれていた。
1969年式のエンジンラインナップは僅かに改定された。トリノGTとコブラを除く全てのモデルでは新たにボアアップされた250 cu in (4.1 L) 直列6気筒エンジンが標準搭載され、排気量が拡大されたことで前年の200 cu in (3.3 L)エンジンよりも高い最高出力と大きな最大トルクを発生した。オプションエンジンはトリノGT標準エンジンでもある302V8、1969年式の新エンジンである351V8の2Vと4V、そしてコブラの標準エンジンでもある428コブラジェットV8 (CJ) であった。このにはラムエアインテークをオプションで装備できたが、広告上はどちらも同じ出力で掲載されていた。ラムエアー無しの428コブラジェットV8は、80アンペアの高容量バッテリー、3.25:1のオープンデフ、高容量冷却系統、55アンペアオルタネータ、クロームメッキ仕上げバルブカバーとデュアルマフラーなどの装備を含んでいた。ラムエアー付きの428CJはこれらの装備に加えて、オープンデフが3.50:1の最終減速比に変更され、機能的なボンネットエアスクープを装備していた。ラムエアー付きは428 Cobra Jetのエンブレムがエアスクープの両側面に取り付けられ、ラムエアーなしの場合には428のエンブレムがフロントフェンダーに取り付けられた。
428CJのさらに上位のエンジンオプションとして428・4バレルスーパーコブラジェット (SCJ) エンジンが存在した。このエンジンはドラッグレース向けの設定がされており、オプションパッケージはドラッグ・パックと呼ばれ、車台番号Qの428・4バレルまたは車台番号Rのラムエアー付き428・4バレルエンジンと同時に注文することができた。428SCJには、鋳造ピストン、バランサー裏のスナウトに追加ウェイトが付けられた鋳造番号が1UAもしくは1UA Bのダクタイル鋳鉄製クランクシャフト、427ル・マンコンロッドと呼ばれるコネクティングロッド、エンジンオイルクーラー、9インチ (230 mm) 外径で3.91:1の最終減速比を持つオープンデフまたは4.30:1の最終減速比を持つデフロック機能付きDetroit Lockerデファレンシャルが装備された。オイルクーラーとデトロイト・ロッカーはフォード独自のものであった。このパッケージを装備してもフォードの広告上では通常の428 CJと同じ出力の335馬力 (250キロワット) として表記していた。
コブラは標準で428・4バレルCJエンジンを搭載し、競技向けサスペンション、4速MTとF70-14サイズのタイヤも装着された。コブラには黒一色のグリルが装備され、ボンネットはボンネットピンで固定された。そしてCobraエンブレムが車体に装着された。初期型のコブラは大きな"Cobra"デカールがフロントフェンダーに貼付されたが、後期には金属製のエンブレムに変更された。フォードはコブラを、低価格な高性能車として成功したプリムス・ロードランナーに対する競合車種として送り出した。このような理由から、コブラは製造コストを低く抑えるためにフェアレーン500よりも低い水準のグレードがラインナップされた。Road Test誌はラムエアー付き428CJと4速M、3.50:1デフを搭載した1969年型コブラのテストで「大排気量エンジンと強力なトルクを獲得したコブラジェットエンジンは、タイヤから白煙を上げて発進する。」と述べた。同誌は、1/4マイル15.07秒、最終地点速度95.74 mph (154.08 km/h) を計時したが、タコメーターが装着されていないことや、純正シフトレバーの操作の難しさも報告しており、「ハースト・シフター（en:Hurst Performance製シフトレバー）さえ装備されていれば、より良いタイムが出せたであろう。」とも述べている。
一方、トリノGTは1968年式からの変更はあまりなく、エンジンは302V8基本型が標準搭載のままであった。フロントグリルは中段の分割バーの形状変更や、GTエンブレムがグリル左下の隅に移動されるなどの小さな変更を受けた。Cストライプは形状変更となり、1968年式のようにボディラインに沿ったものではなく、直線状の形状となった。1969年式の全てのトリノGTにはボンネットにファイバーグラス製のダミーエアスクープが装着された。これは後端にウインカーインジゲータが内蔵されたもので、元々は非ラムエア仕様のコブラのオプション部品でもあった。このダミーエアスクープは428立方インチ・4バルブラムエアー仕様V8を選択することでラムエアインテークとして機能させることができた。ダミーエアスクープを持たないボンネットを選択することも可能であった。トリノGTはコブラ性能上の機能をオプション装備できたが、GTは高級グレードで内装のトリムの品質も高かった。

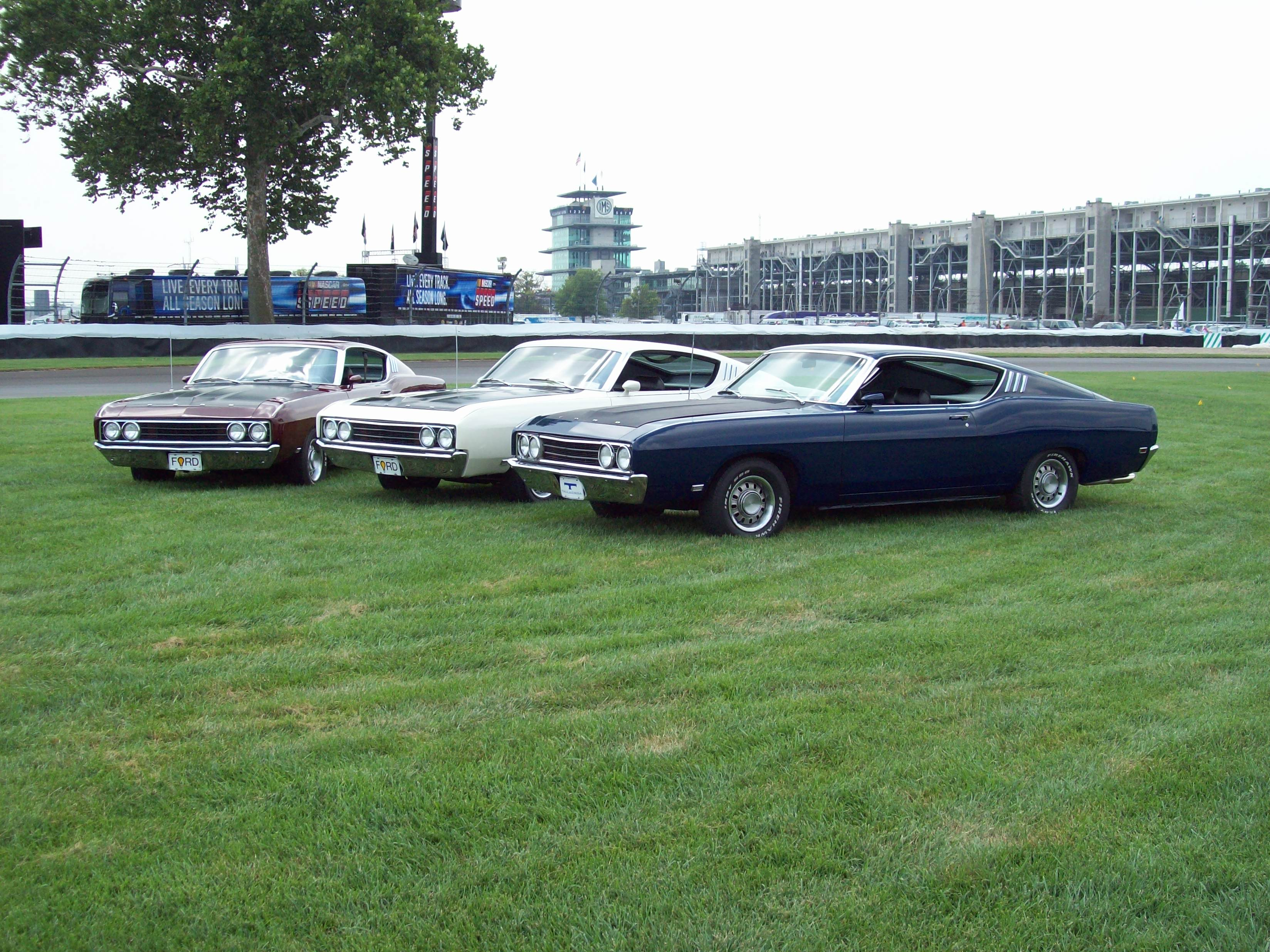
第一世代のエアロ・ウォーリアとしてNASCARに投入された1969年式トリノ・タラデガ

フォードは更に中型車ラインナップにフォード・トリノ・タラデガという特別な高性能車を加えた。詳細は該当項目とフォード・トリノ#NASCAR参戦車両を参照されたい。
1969年式の生産台数は減少し、129,054台であった。フェアレーンの生産台数を含めると366,911台が製造され、1968年と比べて若干減少した。トリノGTはトリノの中でも最も多くの販売台数で、81,822台だった。コブラを別に計上した生産台数については、フォードは発表していない。

## 第2世代(1970–1971年): トリノの独立車種化

### 1970年式
1970年、トリノはフォード中型車ラインナップの代表モデルとなり、逆にフェアレーンがトリノの派生ラインナップに地位が入れ替えられ、事実上の第2世代へとフルモデルチェンジを行った。1970年式からはそれまでのフォードのフルサイズ車であるフォード・ギャラクシーの箱型スタイリングをダウンサイジングしたような手法を改め、当時の流行であったコークボトル・スタイリング (en:Coke bottle styling) を基調としたまったく新しいボディラインが与えられた。
丁度、テールフィンが1950年代のジェット機から影響を受けていたのと同様に、フォードの車体デザイナーであるBill Shenkは1970年式トリノ/フェアレーンをデザインするにあたり、当時の超音速機、特にデルタ翼機が超音速に到達するために必要としたデザインである機首を膨らませて胴体中央は狭く絞り、再び機体後方を広くするデザインを参考にした。
こうして誕生した新しいトリノ/フェアレーンは、ロングノーズ・ショートデッキスタイルが特色となり、1969年式と比較してより長く、より低く、より幅広なスタイリングとなった。全てのモデルが前年までよりも緩やかな曲線のルーフラインを持ちながらも、ルーフの高さそのものはより低く抑えられていた。フロントガラスの傾斜はより角度を増し、スポーツルーフモデルはより平坦なファストバック・ルーフラインとなった。全体的なスタイリングは前年までよりもエアロダイナミクスを重視したものとなり、フロントエンドもより先鋭的な形状となった。フロントグリルはフロントマスク全体を覆う形状となり、両脇には4灯ヘッドライトが配置された。フロントフェンダーの造形はフロントドアと一体化したデザインとなり、フェンダーからドア後方に掛けて徐々に下降しつつ、リアクォーターパネルで消えるフェンダーラインが設けられた。フロントバンパーとリアバンパーはクロームメッキが施されたスリムなもので、ボディラインにタイトな角度に合わせられるように設計された。テールライトはリアバンパー上方のリアパネルに配置され、その形状は長方形を基調としながらも外側はボディラインに合わせて丸みを持たせられていた。
1970年式のモデルラインナップは非常に多岐に渡り、最初は次の13モデルで展開された。ベースモデルはフェアレーン500で、2ドアハードトップと4ドアセダン/ステーションワゴンの3モデル。次に中級グレードのトリノとなり、2ドア/4ドアハードトップと4ドアセダン/ステーションワゴンの4モデルが用意された。4ドアハードトップは1970年式から新たに追加されたボディ形状でもあった。最上質のトリムが与えられたモデルはトリノ・ブロアム (Brougham) で、2ドア/4ドアハードトップと4ドアステーションワゴンの3モデルであった。スポーツモデルであるトリノGTは2ドアスポーツルーフ/コンバーチブルで構成され、最後にハイパワーモデルであるトリノ・コブラが2ドアスポーツルーフのみで登場した。
モデルイヤー中期にはこのラインナップを拡充するモデルとして、ファルコンの名称が中型車ラインナップのエントリーモデルとして追加された。元々のフォード・ファルコン (en:Ford Falcon (North American)) は、このモデルイヤーの中期までコンパクトカーのラインナップに全く別の車種として存在したものであるが、1970年1月1日に発効した新たな連邦基準を満たす事が出来なくなってモデルイヤー中期で廃止となり、この時点よりトリノを中心とするフォード中型車ラインナップの最下級車種として、新たな形で追加される事になった。この1970½年式ファルコンは、2ドア/4ドアセダンと4ドアステーションワゴンで構成された。1970½年式ファルコンはフォード中型車の中でも最も低価格のモデルとなり、ベースモデルであるフェアレーン500よりも更に簡素化された内外装が与えられた。フロアカーペットの代わりにゴム製フロアマットが装備され、ピラード2ドアセダンを有する唯一のモデルでもあった。同時期にトリノにも2ドアスポーツルーフが用意され、トリノGTの廉価版としての位置付けを担当する事になった。こうして1970年モデルイヤー中期からはフォード中型車は車名違いも合わせて17種類にラインナップが拡大されたのである。

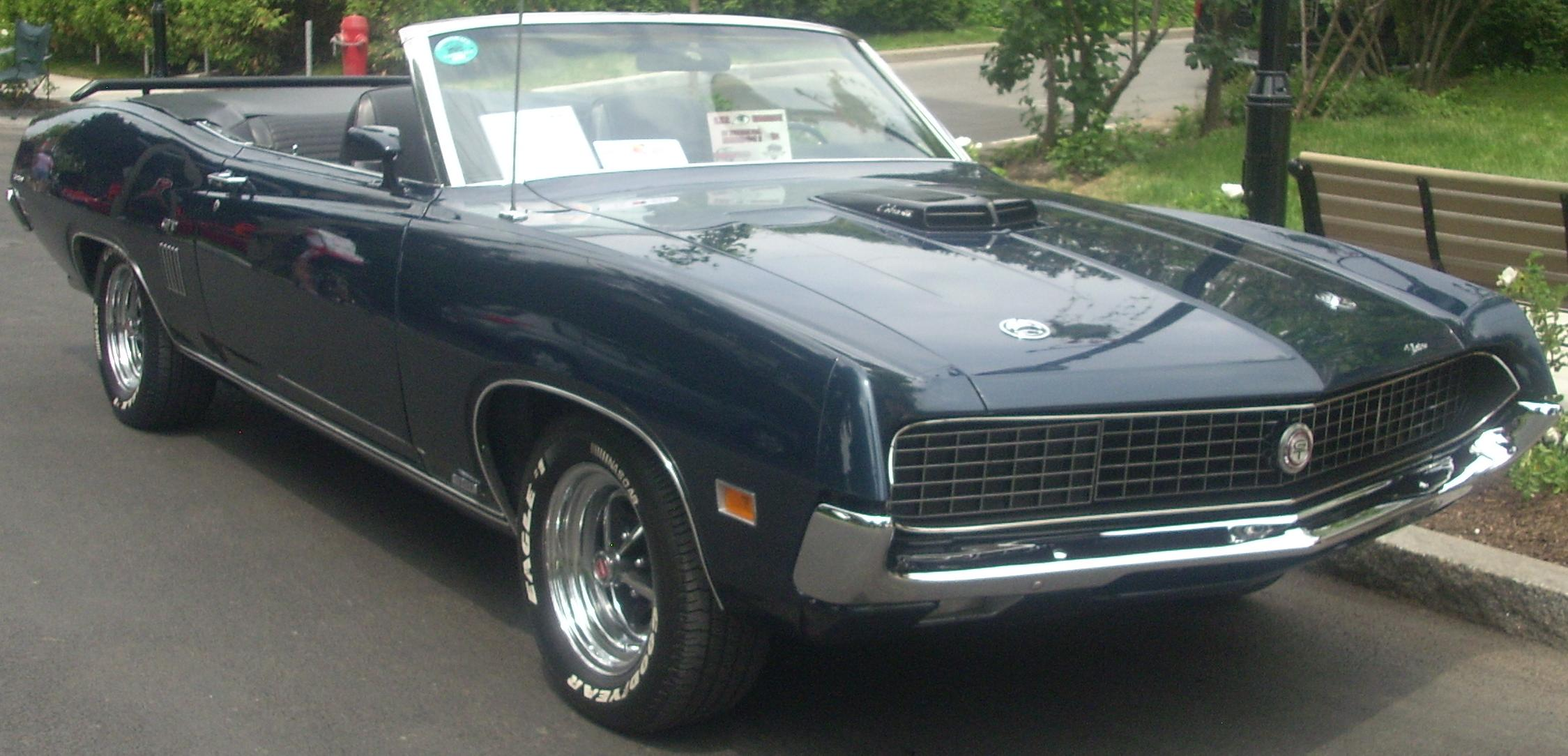
1970年式トリノGT・コンバーチブル

新しいボディは1970年式トリノに更なる重量と大きさの増加をもたらした。全てのボディ形状で約5インチ (130 mm) 全長が伸び、ホイールベースは117インチ (3,000 mm)となった。トラクション能力を高める為にホイールトレッドも増加されたが、サスペンションの構造自体は1969年式と同じままであった。重量は殆どのモデルでおよそ100ポンド (45 kg)増加した。競技向け(コンペティション)及びヘビーデューティのサスペンションパッケージはオプションとして引き続き残された。コンペティションサスの内訳は、前500ポンド (230 kg)/インチ、後210ポンド (95 kg)/インチのばねレートを持つ超重レートスプリング、前後ショックアブソーバーはGabriel社製となり、4速MT車では更に後軸のアブソーバーがstaggered shock配置(千鳥配置)とされた。標準若しくはその他のオプションサスで0.75インチ (19 mm) 径のフロントスタビライザーが、コンペティションサスのみ0.95インチ (24 mm) 径のものが奢られた。モータートレンド誌は1970年式トリノ・コブラをテスト車両に選び、コンペティションサスを次のように評した。「（ノーマルとは）全くの別物である：この車ならどんなに急なコーナーでも完璧にテールスライドを制御して駆け抜ける事が出来る。これ程全てが非常に滑らかな足は、滅多にないであろう。」
エンジンラインナップは大きく変更を受けた。1969年式から持ち越されたエンジンは、250 cu in (4.1 L) 直6、302V8（2バレルキャブレター）、351V8（2バレルキャブレター）のみであった。殆どのモデルで引き続き250・直6が標準エンジンであった。オプションエンジンはGT及びブロアムの標準でもある302V8（2バレルキャブレター）。351V8は途中からチャレンジャーV8に加えて351C V8クリーブランドエンジンが追加され、新しいエンジンは2バレルと4バレルの二種類のキャブレターを選択できた。また、コブラの標準エンジンも429-4V V8に更新された。1970年式以降のエンジンで注意しなければならない事は、同じ呼称の351V8-2VでもチャレンジャーV8系かクリーブランド系かに分かれる事である。両エンジンはシリンダーブロックの大きさや配管類の取り回しがかなり異なるものであるが、車台番号もカタログ出力値も全く同じで記載された為に、実際にどちらが搭載されているかは実車を見るまでは分からない事に留意しなければならない。429-4V V8は3つの異なるバージョンで提供された。一つめはノーマルエンジンでありコブラの標準装備のものであった。二つめは429コブラジェット (429CJ) で、これはラムエアインテークを装着したコブラジェットラムエア (CJ-R) を選択できた。429エンジンの最高峰が429スーパーコブラジェット (429SCJ) で、前年からのオプションであるドラッグパックの部品の一部でもあった。購入時にドラッグパックオプションを選択すると、エンジンは429SCJに自動的に変更された。ドラッグパックオプションには他にも3.90:1または4.30:1の最終減速比が含まれていた。デファレンシャルには4.30:1を選択した場合にはデトロイト・ロッカー・デフロック、3.90:1を選択した場合にはTraction-Lock・リミテッド・スリップ・デフ (LSD) がそれぞれ装着された。429SCJもラムエアインテークの有無を選択でき、他のエンジンと同様にラムエアインテークの有無でカタログ出力値が変化する事はなかった。ラムエアインテークは351・4バレルClevelandV8でもオプション選択できた。1970年式のラムエアインテークはエアクリーナーボックスの上に直接エアスクープが取り付けられ、ボンネットに開けられた穴を通して外部にエアスクープが突き出すシェイカースクープ (en:Shaker_scoop) が採用された。シェイカーの徒名の由来はエンジンが回転中にエアスクープが振動する事に由来し、ショックスクープとも呼ばれた。3速MTはコブラを除く全てのモデルの標準装着品であり、クルーズOマチック3速ATと4速MTがオプション品であった。
1970年式トリノはインテリアも一新された。ダッシュボードにはリニア式(回転指針)スピードメーターがドライバーの正面に配置され、V8エンジンモデルにはオプションでリボン式(横移動指針)タコメーターが用意された。指針式ゲージとして用意されたメーターは水温計のみとなり、油圧計と電圧計は警告灯として残るのみとなった。2ドア全モデルではオプションでハイバック・バケットシートとセンターコンソールが選択でき、GTモデルではこの装備が標準とされた。2ドアハードトップとスポーツルーフ、コンバーチブルにはダイレクトエア換気システムが標準装備とされた。これは電動式の換気装置で、サイドウインドウを開けなくても室内の排気が自動で行われた。2ドアセダン、4ドア全車、ステーションワゴンではダイレクトエアはオプションとされた。
トリノ・ブロアムには標準で豪華な内外装トリムが装備された。細かな内装材 (en:Upholstery)、ホイールカバー、専用エンブレム、より厳重な遮音材の装備、そしてハイダウェイ (Hideaway)・ヘッドライト等である。ハイダウェイ・ヘッドライトは一種のリトラクタブルヘッドライトであり、普段はヘッドライトがグリルに存在しないかのようにグリルと同意匠のカバーで覆われていた。ヘッドライトスイッチをONにすると、真空アクチュエータがカバーを開き、4灯ヘッドライトが姿を現す仕組みである。モータートレンド誌はトリノ・ブロアムを評して、「トリノ・ブロアムを前にすると、まるでLTDのような感覚を受ける。敢えて言うのであればコンチネンタルと同じだ。しかしそれがより乗りやすいサイズで手に入るのだ。」と述べた。また、同誌は1970年式トリノ・ブロアム 2ドアモデルの遮音性にも次のような言葉で賞賛を与えた。「フリーウェイの伸縮装置に乗っても車内にはドーンという鈍い音が聞こえるのみである。」
トリノGTには標準でダミーエアスクープが一体成型されたボンネット、グリル中央にはGTエンブレムが配置され、ツートーンカラースポーツドアミラー、ハニカムエフェクトと呼ばれる電球と反射材が交互に配置されたリアパネル全面サイズのハニカムグリル付き大型テールライト、黒い装飾塗装が施されたデッキリッド(スポーツルーフのみ)、ホイールトリムリング付きのホイールキャップなどが装備された。標準タイヤはE70-14サイズのファイバーグラス製ベルテッドバイアスタイヤで、コンバーチブルにはF70-14サイズが装備された。トリノGT専用のオプションとして、ハイダウェイ・ヘッドライトからフェンダーを経てドアまでを一気に突き抜けるレーザーストライプが用意された。モータートレンド誌は1970年式トリノGT・スポーツルーフ、429 CJ、C-6型3速AT、3.50:1の最終減速比をテスト車両に選択し、0-60 mph (97 km/h) 加速は6.0秒、1/4マイルは14.4秒、最終地点では100.2 mph (161.3 km/h) を計測した。

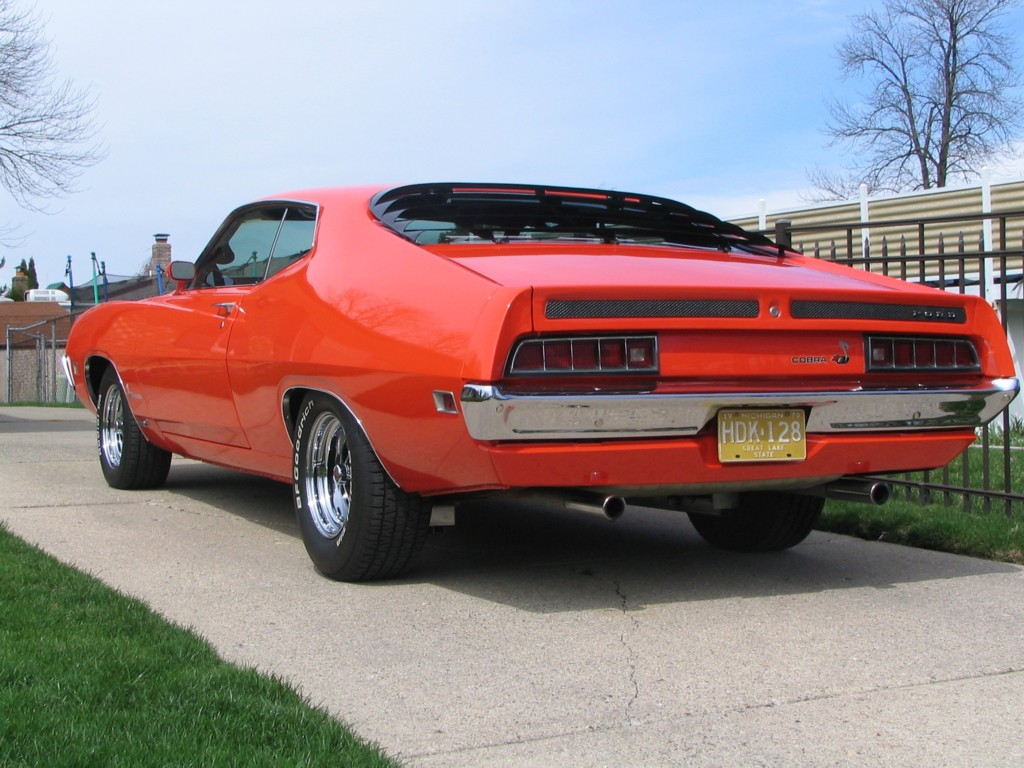
1970年式トリノ・コブラ、オプション品のスポーツ・スラットとマグナム500ホイール装着車

トリノ・コブラは純粋な高性能モデルとしてのコンセプトを維持し、トリノGTよりも内外装のトリムレベルは抑えられた物となった。トリノ・コブラはスポーツルーフモデルのみが用意され、標準で4速クロスミッション、ハースト・シフター、黒塗りのボンネットとフロントグリル、7インチ幅のワイドホイール、F70-14サイズのホワイトレタータイヤ、ツイスト式(回転式)ボンネットピンとコブラエンブレムを装備した。新しいオプションとして15インチ (380 mm)サイズのマグナム500ホイールとF60-15サイズタイヤ、そして黒色のスポーツ・スラットルーバーがリアウインドウに装着できた。これらのオプションはトリノGTでも選択する事が出来た。1970年式は重量増大にもかかわらず、新しい429エンジンの性能もあってパフォーマンスはより優秀となった。モータートレンド誌は1970年式トリノ・コブラ、ラムエアー仕様370馬力 (280 kW) の429 CJ、C-6型3速AT、3.50:1の最終減速比をテスト車両に選択し、0-60 mph (97 km/h) 加速は6.0秒、1/4マイルは14.5秒、最終地点では100 mph (160 km/h) を計測した。同誌は、「重量の増大は明らかにトラクション向上に貢献している。ホイールスピンは減少し、発進から加速に転ずるのが遙かに楽になった。」と述べた。また、同誌は1970年式トリノ・コブラに429 SCJエンジン、4速MTと3.91:1の最終減速比の車両もロードテストに供しており、0-60 mph (97 km/h) 加速は5.8秒、1/4マイルは13.99秒、最終地点では101 mph (163 km/h) を計測した。Super Stock & Drag Illustrated誌は375馬力 (280 kW) の429 SCJエンジン、補機類は同条件の車両で更に良い記録である1/4マイル13.63秒、最終地点では105.95 mph (170.51 km/h) を計測した。しかし、その車両はキャブレターのパワージェットの強化や、プライマリー・セカンダリージェットを大きくする等の若干のライトチューニングを施されていた。同誌は更にこの車両にスリックタイヤを履かせる事で、1/4マイル13.39秒、最終地点では106.96 mph (172.14 km/h) を易々と叩き出してしまったのである。
1970年式のステーションワゴンは3つのトリムレベルの車体で展開され、下からフェアレーン500・ワゴン、トリノ・ワゴン、そしてトリノ・スクワイアであった。1970年のモデルイヤー中期からは新たなベースモデルとして、ファルコン・ワゴンが加わった。ステーションワゴンの板金処理そのものは2ドアや4ドアと余り変わらない物を使用していた。しかし、フロントドアから後ろ側の板金処理は1968-69年式とほぼ同じものが持ち越された為、結果的にステーションワゴンのボディラインはセダンやスポーツルーフと比べて正方形に角張った、より直立した印象を受けるものとなった。トリノ・スクワイアはステーションワゴンの最上級車として、木目調サイドパネルやヘッドライトカバーが装備され、内外装トリムもトリノ・ブロアムと同等の物が用いられた。トリノ・スクワイアには302V8と、ブレーキブースター付きフロントディスクブレーキが標準装備された。他のワゴンは4輪ドラムブレーキ、エンジンは250・直6エンジンが標準装備であった。全てのワゴンにはフォード・マジックドアゲート（3段開閉式リアゲート）、パワーリアウインドウ、トランク内のサードシート、ルーフラックなどのオプションが継続して設定された。また、フォードは全てのトリノが牽引等級Class II (3,500 lb (1,588 kg)) の性能を得る為の、トレーラー牽引パッケージをオプションで用意した。このオプションパッケージにはヘビーデューティサスペンション、高容量バッテリーとオルタネータ、強化された冷却装置とフロントディスクブレーキが標準装備され、追加選択オプションでパワートレインも351 cu in (5.75 L)か429 cu in (7.03 L) のV8エンジンにクルーズOマチック3速AT、パワーステアリング等も組み合わせる事が出来た。
フォードはこの年度の中型車ラインナップにも特別なハイパフォーマンス仕様車を加える計画を立てていた。それがフォード・トリノ・キングコブラであり、詳細はフォード・トリノ#NASCAR参戦車両を参照されたい。
全体的に見て、1970年はトリノにとって成功の年であった。自動車雑誌にも概ね高評価を得て、同年のモータートレンド・カー・オブ・ザ・イヤー (en:Motor Trend Car of the Year) にも輝いた。モータートレンド誌はこのトリノを評して、「（トリノには）古い感覚で言うところの「車としての型」が存在しない。しかし、それぞれの用途に特化した性能を持つラインナップを有している…ラグジュアリーからハイパフォーマンスまで。」と述べた。フォードは1970年に230,411台のトリノ、110,029台のフェアレーンと67,053台のファルコン、各車合計407,493台を製造した。

### 1971年式
1971年式はフォードの中型車に対する機構上の改良はごく小規模に留まっていた。1971年式の最大の変化は、中型車のラインナップからフェアレーンの名称が完全に消え去った事である。同様にファルコンの名前も1971年式に残る事はなかった。この年はトリノが名実共にフォードの中型車としての完全な独立を果たした事を意味しており、トリノのラインナップは14車種に及んだ。ベースモデルはトリノで2ドアハードトップ、4ドアセダン/ステーションワゴンの3車種を設定。中級モデルはトリノ500で2ドアハードトップ/スポーツルーフ、4ドアセダン/ハードトップ/ステーションワゴンの5車種を設定。最上級モデルはトリノ・ブロアムで2ドア/4ドアハードトップの2車種となり、トリノ・スクワイアはブロアムと同等級のステーションワゴンとして設定された。トリノGTは2ドアスポーツルーフ/コンバーチブルのみで展開され、トリノ・コブラはスポーツルーフのみの設定であった。
スタイリングはトリムやグリルに僅かな仕様変更が見られるのみで、ボディラインの変化は無かった。1971年式のフロントグリルはコブラを除く全モデルが、グリルを分割するラインが中央に縦方向に設けられ、60年代のポンティアック・GTOの様な顔つきとなった。一方、コブラは1970年式と同じ形状のグリルを使用し続けた。コブラを除く全モデルは、この縦方向の分割ラインに改訂されたエンブレムが装着されていた。トリノ500、ブロアム、スクワイアワゴン、そしてGTには引き続きハイダウェイ・ヘッドライトがオプション設定された。ハイダウェイ・ヘッドライト装着車の場合、グリルの窪みが少なくなり、縦方向のグリル分割ラインが目立たなくなるフロントフェイスとなった。
エンジンのラインナップは1970年式と同一だった。殆どのモデルの標準エンジンは250・直6で、ブロアム、スクワイア、トリノGTの標準エンジンは302V8である。コブラの標準エンジンは351・4バレルV8にダウングレードされた。429エンジンと250・直6エンジンを除くエンジンでは、圧縮比が僅かに低下し、出力性能も若干低下した。フォードにとってはマッスルカーに対する自動車保険料の増大、強化されつづける排出ガス規制への対応が懸念材料となっており、こうした変更を行わざるを得なくなっていた。こうした傾向は他の自動車メーカーでも例外ではなく、トリノの主要な競争相手であったシボレー・シェベルも1971年式では全てのエンジンで圧縮比の低下措置が行われていた。シェベルSSは350 cu in (5.7 L)・2バレルキャブレターが標準エンジンであったが、このエンジンも圧縮比の低下が行われた。マッスルカーの先駆者でもあるポンティアック・GTOに至っては、圧縮比の低下のみならず、ラムエアーIII/IVやGTO・ジャッジの廃止、更には自動車保険査定の馬力表示規定を回避するためにエンジン出力表記をグロスからネットに移行させるなどの苦肉の策で生き残りを図るという情勢であった。しかしフォードの場合には1971年式にもラムエアー仕様はそのまま残され、351・4バレル、429 CJ、429 SCJで選択することが可能であった。
トリノ・ブロアムはトリノのラグジュアリー志向モデルとしての地位が維持された。このモデルにはブロアム・オーナメントや追加のトリム、フルホイールキャップ、遮音処理の追加、布製内装材などが奢られた。ハイダウェイ・ヘッドライトは標準装備ではなくなったが、オプションとしては引き続き残されていた。モータートレンド誌は1971年式トリノ・ブロアム 4ドアモデルを評して、「（シートの）クッション性とホールド性は素晴らしい。内装の品質もだ。」と述べた。トリノGTもスポーティモデルとして残され、ツートーンカラーレーシングドアミラー、GTエンブレム、ダミーエアスクープ、専用ホイールキャップとトリムリング、クロームメッキペダルパッド、ハニカムエフェクト・フルサイズテールランプ、そしてE70-14サイズタイヤ（コンバーチブルはF70-14サイズ）が標準装備された。
トリノ・コブラには285 hp (213 kW) の351・4バレルエンジン、ハースト・シフター付き4速MT、F70-14サイズタイヤ、コブラエンブレム、コンペティションサス、専用ホイールキャップ、そして黒色フロントグリルが標準装備された。コブラへの新しいオプションは、トリノGTに残されていたレーザーストライプであった。高出力の429 コブラジェットエンジンは1970年式と同様の性能で残されていた。しかしSuper Stock and Drag Illustrated誌を始めとするロードテストでは1971年式トリノ・コブラは不本意な結果を残すことになる。同誌はテスト車両に370 hp (280 kW) の429 CJ、C-6型3速AT、3.50:1の最終減速比を選択したが、ベスト記録でも1/4マイル15.0秒、最終地点では97 mph (156 km/h) の成績しか残せなかった。同誌では注記として「高性能の点火装置、より良いインテークマニホールド、より大きなキャブレターとエキゾーストマニホールドを組み合わせることに対応するだろう。」と記した。Cars誌は1971年式トリノ・コブラに370 hp (280 kW) のラムエアー版429 CJ、C-6型3速AT、3.50:1の最終減速比、そして幾らかの幸運にも恵まれ、4,100 lb (1,900 kg) のトリノで1/4マイル14.5秒、最終地点速度102 mph (164 km/h) の記録を残した。同誌のスタッフがいくつかの適切なチューニングを施した後に、前述の記録を得られるようになったという。
1971年式の生産台数は326,463台で、1970年式のトリノ/フェアレーン/ファルコンで構成されたフォード中型車全体生産数よりも低かった。トリノGTコンバーチブルは1,613台、トリノ・コブラは3,054台が1971年に製造された。
また、日本のテレビドラマである『西部警察』第47話にて、1970 - 71年式のトリノGTが犯人側車両（落書きが多数描かれたブライダルカー）として登場した。大門団長のマシンXと激しいカーチェイスを演じた末に、最後は犯人諸共爆発炎上するという結末であった。

## 第3世代(1972–1976年): グラン・トリノ

### 1972年式
1972年、トリノは第2世代で確立した多くの特徴を引き継ぐ形でフルモデルチェンジ、第3世代へと移行した。1972年式トリノはロングノーズ・ショートデッキを特徴とするコークボトル・スタイリングをより一層強調されたものとなった。最も大きな変更点はグラン・トリノにはフロントノーズに楕円形の開口部を持つ大型の升型フロントグリル (eggcrate grille) が設けられたことである。自動車ジャーナリストのトム・マカヒル (en:Tom McCahill) は、1972年式グラン・トリノのスタイリングを評して「まるで（映画『殺人鯨ナム』に登場するシャチの）ナムー (en:Namu (orca)) のようなグリル形状だ。」と述べた。しかし、「（顧客に所有する）喜びを与える、生真面目なスタイリングである。」とも述べている。1972年式グラン・トリノはヘッドライトの周囲にクロームメッキ・ベゼルを有しており、フロントバンパーも升型フロントグリルの形状に合わせた衝撃吸収バーが設けられ、これらの組み合わせによって、極めて斬新な印象を与えるフロントフェイスに仕上がっていた。一方、同じ1972年式でもグラン・トリノではないベースモデルには升型フロントグリルは採用されず、ヘッドライトまで取り囲む形状の大型フロントグリルが装着された。また、ベースモデルには衝撃吸収バーを持たない専用バンパーとエアスクープを持たないボンネットが装着され、ベースモデルだけは1971年式以前の雰囲気に近い、やや保守的な印象のフロントフェイスに仕上げられた。このようなベースモデルとグラン・トリノとのフロントフェイスの差別化は、1974年式まで基礎デザインを踏襲しつつ引き継がれる事となったが、今日では様々な映像作品の影響もあり、各年式のグラン・トリノの印象が余りにも強すぎるために、ベースモデルのヘッドライトを内包する大型フロントグリルを基調とするフロントフェイスの存在については、余り広く知られていない傾向がある。
1972年式トリノのフロントフェンダーは縁の部分がより積極的に広がるオーバーフェンダー形状となった。リアフェンダーには特徴的なフェンダーラインが設けられ、フロントウインドウは60度の角度で取り付けられていた。ボディの構造は1971年式と似通っていたが、Aピラーとルーフはより薄くなっていた。リアビューのデザインも一新され、は両端に薄い長方形のテールライトが埋め込まれたフルサイズのリアバンパーを基調としたものになった。ウインドウガラスは全てフレームレスデザインとなり、4ドアモデルやステーションワゴンからは三角窓が廃止され、トリノ全モデルにダイレクトエア換気システムが標準装備された。1972年式全モデルには1972年の新しい連邦安全規則に則った装備がされ、ドアハンドルが埋め込み式となり、サイドドアビームも装備された。

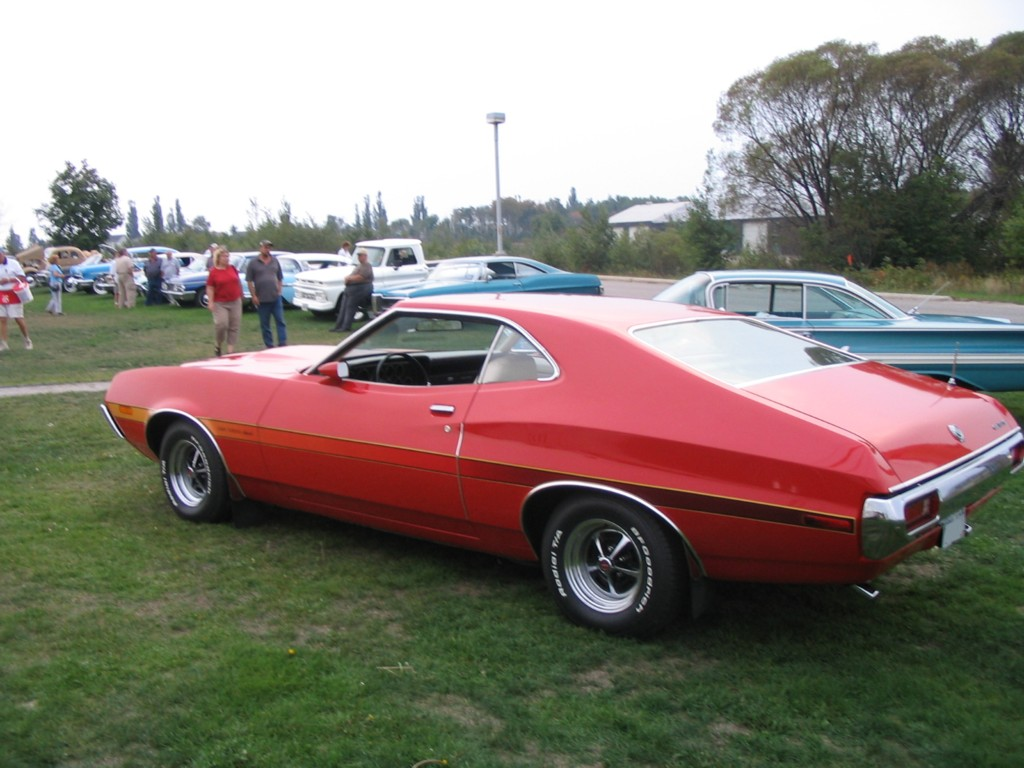
1972年式グラン・トリノ・スポーツのスポーツルーフ車。レーザーストライプオプション及びマグナム500ホイール装着。

1972年式のモデルラインナップは9種類で、14種類存在した1971年式よりも減少した。コンバーチブルは廃止され、4ドアセダンと4ドアハードトップは統合され、4ドア ピラードハードトップという名称に改められた。これはピラーを持つセダンにフレームレスドアガラスを組み合わせたものに対して、フォードが新たに名付けた名称であり、実質的な機能性は4ドアセダンと同じ物である。他の全てのボディデザインは、ファストバックをスポーツルーフと呼び表す慣習と共に1971年式から引き継がれた。トリノはベースグレードの名称として引き継がれたが、前述の通りこのグレードのみフロントフェイスが異なっていた。そして中級グレードのトリノ500はグラン・トリノ (Gran Torino) という名前に改められた。トリノ・ブロアムは単一グレードとしては廃止され、グラン・トリノのオプションパッケージの地位に後退、トリノGTはグラン・トリノ・スポーツという名称に改められた。トリノとグラン・トリノは4ドアセダンと2ドアハードトップで展開され、グラン・トリノ・スポーツは2ドアハードトップ/スポーツルーフの2種類が用意された。ステーションワゴンのラインナップはトリノ、グラン・トリノ、グラン・トリノ・スクワイアの3種類であった。この年式からはトリノはラグジュアリー方面に傾倒した商品展開となっていき、高出力の象徴であったトリノ・コブラは廃止された。
1972年式の最も大きな変化は、シャーシ構造が1971年式までのモノコックから、ボディ・オン・フレームに変更された事である。新しいシャーシはトリノにより静かで、より振動の少ない乗り心地を与える為に設計が行われた。前方からの衝撃を吸収する為にフロントエンドはS字形状となり、路面からの衝撃を緩和するトルクボックス構造も採用された。フレームとボディの間には14個のゴムマウントが設けられ、各クロスメンバーにも5つのゴムマウントが配置された。フロントサスペンションには左右で長さの異なるコントロールアームが採用され、コンピュータでばね定数が選択されたコイルスプリングがスタビライザーと共にロワーコントロールアームに取り付けられた。この構造はフルサイズ車のフォード・LTD (en:Ford LTD) で採用されていたものであった。リアサスペンションは車軸懸架式である事自体は変わらなかったが、スプリングがコンピュータでばね定数が選択されたコイルスプリングとされた、ステイブルの名を持つ4リンクサスペンションが採用された。この新しいシャーシとサスペンションにより、1971年式と比較してトレッドは少なくとも2インチ (51 mm)広くなった。モータートレンド誌は1972年式グラン・トリノ・ブロアム 4ドアモデルを評して、「路面の振動と騒音の低減が素晴らしいレベルである。」と絶賛した。フォードは1972年式にもヘビーデューティとコンペティションの二つのサスペンションオプションを提供していた。ヘビーデューティサスはより強固なスプリングとショックアブソーバーに交換されるもので、コンペティションサスにはこれに加えてより大径化されたフロントスタビライザーと、リアスタビライザーが含まれていた。このオプションはトリノにおけるリアスタビライザーの初採用でもあった。フロントディスクブレーキは1972年式トリノには全車標準装備となった。1972年の時点ではトリノの兄弟車でもあるマーキュリー・モンテゴ (en:Mercury Montego) を除いて、他社の中型車は全てドラムブレーキが標準であり、極めて画期的な措置でもあった。ブレーキブースターは429 cu in (7.03 L)以下のエンジンのセダン・ファストバックではオプション品であったが、429 cu in (7.03 L) エンジンを搭載する全車及びステーションワゴン全車では標準装備とされた。パワーステアリングは前年までのギアボックス・ブースターポンプの別体構造が、一体構造品に改められた。全てのトリノは14インチホイールが標準であったが、警察向け車両や公用向け車両 (en:Fleet vehicle) だけは15インチホイールが装備された。
1972年式の他の主要な変更点は、2ドアと4ドアで異なるホイールベースが採用された事である。1968年の時点で既にゼネラルモーターズは中型車に於いて、4ドア車に2ドア車よりも広いホイールベースを与える事を始めていた。これにより、車体デザイナーが4ドアを2ドア化する為に必要な設計変更をより柔軟に行う事を可能とした。クライスラーも中型車のクーペやセダンでボディパネルの共有を行う事はしなかったものの、1971年からこうした変更を行った。1972年式トリノは2ドア車に114インチ (2,900 mm) のホイールベースを採用し、4ドア車やステーションワゴン、そして兄弟車のフォード・ランチェロ(en:Ford Ranchero)に対して118インチ (3,000 mm) のホイールベースを採用し、GMの中型車のように2ドアと4ドアには多数の共有ボディパネルを用いていた。こうした変更により1972年式トリノはそれまでよりもより長く、より低く、より幅広なボディを獲得した。グラン・トリノを例に取ると、2ドア車は1インチ (25 mm)、4ドア車は5インチ (130 mm) それぞれ全長が増加した。しかし、興味深い事にベースモデルのトリノに関しては、セダンは1インチ (25 mm) 全長が増加したが、2ドアは逆に3インチ (76 mm)1971年式よりも全長が短くなっている。これによりベースモデルは4ドアとステーションワゴンは重量が増加したが、2ドアに限っては重量増加は最小限に抑えられている。
標準エンジンは250 cu in (4.1 L) 直6であったが、ステーションワゴンとグラン・トリノ・スポーツは302V8が標準エンジンに採用された。オプション選択可能なエンジンは302V8、351W-2V V8または351C-2V V8、351C-4VコブラジェットV8、400-2V V8、429-4V V8であった。400-2Vエンジンは1972年式からの新しいエンジンであり、 クリーブランドエンジンの一つでもあった。429-4Vエンジンは前年までのコブラジェットエンジンのような高出力エンジンではなく、低回転高トルク指向のセッティングが行われていた。排出ガス規制及びガソリンの無鉛化、燃費の改善に対応する為に、各エンジンの性能に悪影響を及ぼし始めていた。少なくとも圧縮比はトリノの全てのエンジンで8.5:1以下にまで低められ、対応ガソリンもレギュラーガソリンへと変化していた。これらの変化により1971年式のエンジンと比べ、全てのエンジンの出力性能が低下した。更には1971年から採用が始まったカタログスペックのネット表記 (en:Horsepower#SAE net power) への全面移行により、必要以上に性能低下が誇張されていた面もあった。全ての車体には3速MTが標準装備されていたが、クルーズOマチック3速ATもオプションで残されていた。しかし、351・2バレル、400・2バレル、429・4バレルエンジンを選択した場合には強制的にこの3速ATが組み合わされた。351・4バレルコブラジェットエンジンだけは、4速MTとクルーズOマチック3速ATのどちらかを選択する事が出来た。
1972年式の唯一の高出力エンジンは351・4バレルCJエンジンであり、かつての429CJ搭載のトリノのようなスーパーカー級の高出力は最早望めなくなった。しかし、351・4バレルCJエンジン
は1970-71年の351・4バレルエンジンにはない新しい特徴を多数盛り込んでいた。同エンジンには特製のインテークマニホールドとカムシャフト、専用バルブスプリング、流量750cfmのモータークラフト (en:Motorcraft) 製キャブレター、4ボルト式シリンダーブロック、2.5インチ (64 mm) デュアルマフラーなどが組み込まれた。351CJはデュアルマフラーを装備し、4速MTを選択できる唯一のエンジンであった。同時期の多くのマッスルカーでは既に姿を消していたラムエアインテークは351CJと429エンジンで引き続き選択する事が可能であった。ラムエアー仕様の351CJは良好な性能を発揮し、カー・アンド・ドライバー誌のテストでは351CJ、4速MT搭載、3.50:1最終減速比のグラン・トリノ・スポーツのスポーツルーフ車が用いられ、0 - 60 mph (97 km/h) 加速6.8秒の成績を残した。同誌は1/4マイルの計測値は公表しなかったが、Cars誌は351CJ、C-6型3速MT搭載、3.50:1最終減速比のグラン・トリノ・スポーツのスポーツルーフ車を用い、1/4マイルにて15.4秒の成績を記録している。
1972年式ではインテリアも一新され、その構造の多くにABS樹脂を多用し、レイアウトも新しくなったメーターパネルを特色としていた。標準のメータークラスターには5つの同じ大きさのメーターポッドが装備され、スピードメーター、燃料計、水温計、各種警告灯が内蔵された。そして左端のメーターボッドはダイレクトエア換気システムの排気口として稼働した。時計は標準のメータークラスターには装備されず、オプション品として提供された。全てのV8エンジン搭載モデルで選択できたInstrumentation Groupメーターオプションは、ステアリングの正面に位置した2つの大きなメーターポッドが特徴で、オドメーター付きスピードメーターとタコメーターが配置された。左端に配置された3つ目の小さなメーターポッドはダイレクトエア換気システムの排気口として稼働し、電圧計と燃料計、油圧計は時計とセットになってダッシュボードの中央に独立して配置されていた。座席も1972年式では一新され、標準装備のベンチシートでは左右にシート一体型ヘッドレストが装着され、オプションのハイバック・バケットシートでも同様のヘッドレストが装備された。フォードは従来のビニールシートよりも良好な通気性を持つcomfort weaveのビニールシート地を引き続きオプション設定した。また、1971年式までオプション設定された4段調整ベンチシートに代わり、新たに6段調整パワーベンチシートが設定された。
グラン・トリノ・スポーツは2ドアハードトップとスポーツルーフの2種類が用意された。全てのスポーツモデルにはボンネットにエアスクープが装着されており、オプションでラムエアインテークを取り付ける事が可能であった。また、ツートーンレーシングドアミラーや成形ドアパネル(スポーツモデルのみの装備)、ボディサイド及びホイールリップモールディング (en:molding (automotive))、F14-14サイズタイヤ（ハードトップはE14-14サイズ）も装備された。反射材のレーザーストライプもオプションで残されたが、ボディサイド全体を貫くように全長が改訂された。このオプションを選択するとボディサイドモールディングがクロームメッキ仕上げの物に変更され、レーザーストライプ自体も4色から選択する事が可能となった。運動性を重視するエンスージアストの為に、Rallye Equipment Groupというオプションも用意された。このオプションにはInstrumentation Groupメーターオプションが含まれており、コンペティションサス、G70-14サイズのホワイトレタータイヤ、ハースト・シフター付き4速MT（4速MTを既に選択している場合）も装備された。Rallye Equipment Groupオプションは351・4バレルCJまたは429・4バレルエンジンを搭載したグラン・トリノ・スポーツのみ選択する事が出来た。1972年式のコンペティションサスはMechanix Illustrated誌 (en:Mechanix Illustrated) のテスターでもあるトム・マカヒルからも賞賛を受ける出来であった。同様にモータートレンド誌やカー・アンド・ドライバー誌での過酷なテストにも十分応えるものであり、過去のトリノの高性能サスペンションと比較しても優れたハンドリングを実現していた。モータートレンド誌は1972年式のコンペティションサスを評して、「過去のモデルイヤーの超高レートスプリングと異なり、フォードの技術陣は乗り心地を犠牲にせずに優れたコントロール性能を実現した。全てのトリノオーナーはこのサスペンションに感動する事であろう。」と述べている。トリノの新しく改良されたシャーシとサスペンション設計がこのような評価を生み出した事が考えられる。
1972年式のステーションワゴンは前年よりも遙かに大きな車体となった。全長はトリノワゴンでは2インチ (51 mm) 長くなり、グラン・トリノワゴンでは6インチ (150 mm) も長くなった。ホイールベースは4インチ (100 mm) 長くなり、全幅も3インチ (76 mm) 広くなり、重量も大きく増大した。荷室の床面もフラットとなり、テールゲートの開口部もより低く改良され、4x8フィートの合板をそのまま積載する事が可能となった。1972年式ステーションワゴンの荷室容量は83.5 cu ft (2,364 L) となり、幾つかのフルサイズステーションワゴンに匹敵するものとなった。サードシートを増設する事で、搭乗人数を6人から8人に増加させる事も出来た。全てのステーションワゴンには3段開閉式のマジックドアゲートと高強度フレームが標準装備された。グラン・トリノ・スクワイアには荷室に網棚が標準装備され、木目調サイドパネルも下地のボディカラーが透けて見えるような半透明色の物が採用された。スクワイアにはヘビーデューティサスと高容量ラジエーター、高容量バッテリー、そしてトレーラー牽引を意識した3.25:1の最終減速比も標準装備された。6,000 lb (2,700 kg) の牽引能力を提供するライトトレーラーパッケージもオプション設定されたが、このオプションを選択すると高強度フレームと3.25:1最終減速比が自動的に除外された。また、このオプションには351・2バレルエンジン以上の排気量のエンジンが必須とされた。
全体的には1972年式トリノは非常に大きな成功を収め、生産台数は総計で496,645台にも達した。これは1972年の中型車全体を見ても全メーカーで最大の売り上げであり、1964年以来フォード車がシボレー・シェベルを販売台数で追い抜いた初の事例でもあった。トリノ・コブラを欠く状況でありながら、1972年式トリノはより安全に、より静かに、より良いハンドリングとブレーキ性能を実現していた。全てが新しくなった1972年式トリノは、全ての自動車雑誌で多くの肯定的な評価を獲得し、更にはConsumer Guide誌からはBest Buyの評価を得た。
なお、1972年式グラン・トリノ・スポーツの2ドアスポーツルーフは、映画『グラン・トリノ』においてクリント・イーストウッドの監督とドライビングで一躍有名になったほか、『ワイルド・スピード MAX』においてラズ・アロンソ演じるフェニックスの手でドライブされており、メインのライバルカーとして活躍した。

### 1973年式
1973年式は1972年式からボディ形状自体はそれ程大きくは変化しなかった。1973年式において一目見て明確に分かる変更点は、新しい連邦政府の安全規制を満たす為に必要なフロントフェイスであった。その規制とは1972年9月1日以降販売される全ての自動車に対して、時速5 mph (8.0 km/h) で車体前方から衝突した場合でもヘッドライトや燃料装置に損傷を及ぼさない構造とする事が求められた。1973年に限っては、リアバンパーは時速2.5 mph (4.0 km/h) の衝突に耐える物が要求された。1973年式トリノはバルクヘッド (en:Firewall (construction)) から前方のボディメタルは全て一新され、1972年式までの尖った部分の多いフロントフェイスはより平面的な形状のフロントフェイスに取り替えられた。更に1972年式までのフロントフェイスにフィットした構造の薄いフロントバンパーは、新たに巨大な 5 mph (8.0 km/h) 衝撃吸収バンパー(所謂5マイルバンパー)に変更された。この新しい大きなバンパーにより、トリノ全モデルに少なくとも全長で1 in (25 mm)、重量で100 lb (45 kg) の増加をもたらした。
フロントグリルの基本的なデザインは、トリノもグラン・トリノも1972年式のコンセプトを引き継いだものが採用された。1973年式グラン・トリノは長方形のフロントグリルの両端にパーキングライトが内蔵され、4灯ヘッドライトの周囲にはクロームメッキベゼルが配置された。ベースモデルのトリノにはヘッドライトまで取り囲む形状の大型フロントグリルが装着され、パーキングライトはフロントフェイス両端に配置された。両者ともフロントフェイスの上端部は航空機の-リーディングエッジ (en:Leading edge) を模した形状に造形され、代わりに全てのモデルが同じボンネットを共有する事となった。つまり、ボンネットのエアスクープがついに廃止された事を意味していた。1973年式は1972年式と同一デザインのリアバンパーに、衝撃吸収材（インパクトストライプ）が貼り付けられたバンパーガードを追加する事で、時速2.5 mph (4.0 km/h) の耐衝撃要件をクリアしていた。
1973年式のモデルラインナップは11種類で、9種類存在した1972年式よりも増加した。前年のオプションパッケージの地位から単独グレードの地位に復帰し、新たに最上位モデルとして設定されたグラン・トリノ・ブロアムは、2ドアハードトップと4ドアセダンの2種類が用意された。その他のモデルは1972年式と同じままであった。1973年式のベンチシートは後方視認性を高めるためにヘッドレストが別体式となり、シートバックの高さも低くされた。ハイバック・バケットシートは2ドアモデルで引き続き選択可能であった。ボンネットオープナーはセキュリティ性を高めるために室内へと移動された。1973年式では新たにラジアルタイヤもオプション設定され、トレッド寿命の向上と路面騒音の低下を実現していた。
標準装備のエンジンは全モデルで250 cu in (4.1 L) 直6が継続され、ステーションワゴンとスポーツモデルでは302V8が標準である点も変わらなかった。オプションエンジンも1972年式のものがほぼそのまま残されたが、全てのエンジンで圧縮比が8.0:1まで低下し、出力も若干低下した。351 cu in (5.75 L) コブラジェットエンジンは唯一の高性能エンジンとして残され、出力は1972年式の2 hp (1.5 kW)減に抑えられたが、車重の増加により全体的な性能は低下した。警察及び公用向けトリノのオプションとしてインターセプターパッケージが新設定され、専用エンジンとして460 cu in (7.5 L)・4バレルV8エンジンが追加された。車重の増加に対応するため、1973年式ではリアドラムブレーキが1972年式までの10インチ (254 mm) から、11インチ (279 mm) に増径された。しかし、変速機に関しては3速MTは250・302の両標準エンジンのみの装備であり、大排気量エンジンの場合には強制的に3速ATが組み合わされる点や、351エンジンのみ4速MTが選択できる点は前年と同様であった。
グラン・トリノ・スポーツはフロントグリルとデッキリッドに専用エンブレムが装着された。レーザーストライプは若干形状が変更されて残され、貼付位置もボディサイドのより高い位置に変更された。スポーツモデルであってもボンネットのエアスクープは廃止され、ラムエアインテークももう選択できなくなった。しかし、上記の変更を除いてはグラン・トリノ・スポーツは2ドアハードトップとスポーツルーフの2種類で提供されつづけた。カー・アンド・ドライバー誌における1973年式グラン・トリノ・スポーツのロードテストでは、サスペンションの高い減衰性能と上質なハンドリングで高い評価を受けた。同誌は1973年式トリノを評して「静粛さはジャガー、スムーズさはリンカーン・コンチネンタルに匹敵する程、トリノのコンペティションサスは優れている。」と述べている。同誌はテスト車両に351 CJエンジン、C-6型3速AT、3.25:1の最終減速比のスポーツルーフを選択し、0-60 mph (97 km/h) 加速は7.7秒、1/4マイルは16.0秒、最終地点では88.1 mph (141.8 km/h) を計測した。1972年式よりも0-60マイル加速では0.9秒遅かったが、この成績はギア比の差や変速機の違い、増加した車重などが主要な原因でもある。1973年式スポーツモデルは
4,308 lb (1,954 kg)、1972年式は3,966 lb (1,799 kg) であり、実に350 lb (160 kg) も増加していたのである。性能は既にかつてのスーパーカー級とは言いがたいものであったが、他社のマッスルカーの性能低下と比較すればまだ立派なものであった。単純な比較を行うと、モータートレンド誌のテストでは1970年式トリノ2ドアモデルに351・4バレルエンジンとクルーズOマチック3速AT、3.00:1の最終減速比の車両で、0-60 mph (97 km/h) 加速は8.7秒、1/4マイルは16.5秒、最終地点では86 mph (138 km/h) であったが、1970年式は高圧縮比のためにハイオクガソリンを必要としたのに対して、1973年式はレギュラーガソリンでありながらもより良い成績を残していた。
グラン・トリノ・ブロアムは最高級の内装材を持つトリノの最上級車としてラインナップされ、ナイロン製の布地や合成皮革製のシート地を特色とした。ベンチシートには折り畳み式アームレストが装備され、内装には木目調パネルも多用された。ステアリングホイールも専用品が装備され、電気式時計や金属製ペダルパッド、デュアルホーン等も装備された。グラン・トリノ・スクワイアもブロアムと同様の内装材が奢られていた。
性能低下などの数々のマイナス要因を抱えながらも、1973年式は引き続き大きな成功を収めつづけ、販売台数は496,581台に達した。公衆はトリノに好意的な反応を見せつづけ、GMが1973年に送り出したコロネードスタイルの中型車を大きく引き離した。1973年式トリノは主要な対抗車種である同年式のシボレー・シェベルに対して、販売台数で実に168,000台以上の大差を付けたのである。

### 1974年式
この年、連邦政府の衝突安全基準が改正され、リアバンパーにも5 mph (8.0 km/h) での衝突に耐えることが要求されるようになった。そのため、それまで全てのトリノに装着されていたリアバンパーとテールライトパネルは全面改修が必要となった。新しいリアバンパーは大きな長方形形状となり、取り付け位置もより低い位置に変更され、1972-73年式までのロールパン形状のバンパーではなくなった。テールライトは幅が狭く正方形に近い形状のものが両端に配置されるようになり、リアのサイドマーカーライトが必要なくなった。燃料タンクの給油パイプもバンパーの変更に併せて移設された。給油口のアクセスドアはトランクロック直下（リアバンパー直上）のリアパネル中央に配置され、その下にナンバープレートが取り付けられるデザインとなった。1974年式グラン・トリノ・ブロアムは、リアパネルにはテールランプレンズがパネル全面に配置された。しかし給油口が存在するためパネル中央部のみは発光しなかった。ブロアムとスクワイアには新たにフロントグリル上方にフードクレストマークも装着された。
1974年式グラン・トリノは前面形状も変更され、新しいフロントグリルは1973年式と形状こそ似ていたが、グリルの仕切りは8つの縦長の長方形が並ぶデザインに変更され、網目がより細かくなった。エンブレムの形状も変更され、グリルの左側に配置されるようになった。パーキングランプはグリル両端に縦長の長方形形状のものが内蔵された。フロントバンパーは1973年式と比べて中央が山形に尖ったような形状となり、バンパーガードも中央寄りに移設された。また、バンパー上のナンバープレートのブラケットは運転席側に移設された。1974年式トリノのベースモデルのフロントフェイスは1973年式とほぼ同じままであったが、フロントバンパーは1973年式グラン・トリノと同じ形状となり、ナンバープレートはバンパー中央に配置された。
1974年式にはいくつかの新しい機能とオプションが追加された。グラン・トリノの2ドアモデルには、1970年代にポピュラーなオプションとして広まりつつあったオペラウインドウが設定され、ブロアムでは標準装備された。1972-73年式までと異なり、全ての1974年式2ドアモデルはリアウインドウが固定窓となっていた。また、より高級性を指向した本皮巻きステアリングホイールや分割式ベンチシート、電動式サンルーフ、クルーズコントロールといった新たな機能も装備された。グラン・トリノのハードトップとセダンには、車体をより長く、より低く見せるためのリアフェンダースカートもオプション設定された。内外のトリムも1974年式では修正を受け、ドアパネルの下部には成型品のロッカーパネルが追加された。ブロアムとスポーツモデルでは更に前後のタイヤとバンパーの間のフェンダーパネル下部にもクロームメッキパネルが追加され、前後バンパー間がクロームメッキパネルで繋がれた外見となった。一方、スクワイアにはこのようなモールディングは設けられなかった。1974年式の全てのモデルには米国連邦政府の新しい安全基準に則り、装着警告及び始動制限機構を内包したインターロック式シートベルトが装備された。この安全装置は短命で、1974年式のみにしか装備されなかった。コンペティションサスは廃止され、唯一選択可能なサスペンションオプションは改良されたヘビーデューティサスのみとなった。このオプションはエリートを除く全てのトリノで選択可能であり、より大きなフロントスタビライザーと、より高レートの前後スプリングで構成された。2ドアと4ドアセダンには更に高容量ショックアブソーバーとリアスタビライザーが含まれていたが、ステーションワゴンではこの二つは含まれなかった。
1974年式トリノはラインナップにいくつかの変更があった。グラン・トリノ・スポーツのファストバックモデルであるスポーツルーフが廃止され、新たにグラン・トリノ・エリートが設定された。グラン・トリノ・エリートは、シボレーの人気車種であるシボレー・モンテカルロに対抗するためにフォードが送り出した車種であり、フォード・サンダーバードの購入までは達し得ない顧客層に対する、エントリーレベルのパーソナル・ラグジュアリーモデルとして、モンテカルロと同程度の価格帯で販売された。フォードはトリノ・エリートを「まったく新しい2ドアハードトップ。サンダーバード風のスタイルと機構を持ちながらも、中型車としての経済性も持つパーソナル・ラグジュアリーモデル」と宣伝していた。トリノ・エリートは厳密にはフォードが宣伝するような「まったく新しい車種」ではなかったが、いくつかの新機構を特色としていた。トリノ・エリートはフロントのボディパネルが一新され、フロントセクションはサンダーバードを意識したスタイルとなった。ヘッドライトは2灯式となり、クロームメッキベゼルが装着された。フェンダー前端も尖った形状となり、先端にパーキングライトが装着された。フロントグリルもより大きくなり前方に大きなアーチを描く形状となった。クォーターパネルとドアはマーキュリー・モンテゴやマーキュリー・クーガーと共通化され、他のトリノとはまったく異なるボディラインが与えられた。テールライトはリアパネル全面を覆う大きなものが装着されたが、中央部は給油口ドアであるため点灯しなかった。トリノ・エリートは351 cu in (5.75 L) の2バレルV8エンジン、3速AT、ラジアルタイヤが標準装備された。内装もラグジュアリー指向のものが用いられ、ビニール張り天井、オペラウインドウ、分割式ベンチシート、ウエストミンスターニット内装、木目調トリムなどが標準装備された。
1974年式はそれまでよりも更に大きく重い車体となった。新しいバンパーも1つの要因であった。全てのボディタイプで5インチ (127 mm) 全長が増加し、重量も大幅に増加した。全てのトリノでの大幅な重量と全長の増加により、250 cu in (4.1 L) の直6エンジンはトリノの標準エンジンとしては力不足として廃止された。しかし、チャールトン (en:Chilton Company) とMoter's（Motor Information Systems社）が発行する整備解説書では、市販される新車にはすでに搭載されていないにもかかわらず、依然としてトリノの直列6気筒の整備情報が掲載され続けていた。それは1974年式の幾つかの車体において250 cu in (4.1 L) の直6エンジンが搭載されて組み立てられていたことを示唆しており、実際に2004年の映画版スタスキー&ハッチの赤いグラン・トリノは、1974年式の直6エンジン搭載車を用いて改造が行われた。一方、市販される全てのトリノとグラン・トリノは302V8が新たな標準エンジンに採用され、このエンジンには3速MTが標準トランスミッションとなった。先代と同様に大排気量V8エンジンを選んだ場合には、クルーズOマチック3速ATを必須オプションとして選択される。429 4V V8は、より大きな馬力とトルクを持つ460 4V V8に置き換えられる形で廃止され、このエンジンにはデュアルマフラーが装着された。先代の429エンジンと同様に、1974年式の460エンジンにはC-6型3速ATのみが組み合わせられた。他の全てのエンジンは1973年式よりも出力が若干増加した。351 cu in (5.75 L) コブラジェットエンジンは唯一の高出力エンジン460 cu in (7.5 L)  の4バレルエンジンよりも高出力であった)として継続され、出力は9 hp (6.7 kW) 増加し、逆にトルクは22 ft⋅lbf (30 N⋅m) 低下した。このエンジンのみ4速MTが選択できたが、このエンジンは2ドアモデルのみのオプションとされていた。折しも1973年秋にはアメリカを始めとする世界各国は第一次石油危機 (en:1973 oil crisis) に見舞われており、世の潮流は高性能車に冷ややかな視線を向け始めていた。これはアメリカでも例外ではなく、過剰なまでの大排気量を持ち、大量の燃料を消費してパワーを絞り出すマッスルカーは完全に消費者から見放され始めていた。結果的に、1974年式は351CJエンジンと4速MTが選択可能な最後の年式となった。
1974年式グラン・トリノ・スポーツはスポーツルーフが廃止されたため、グラン・トリノの2ドアモデルとの見分けがつきにくくなった。しかし、グラン・トリノ・スポーツには専用エンブレムが依然として残されており、1974年式ではフロントグリル、Cピラー、給油口ドアにそれぞれ装着され、Cピラーにはさらに「Sport」の文字のエンブレムも装着された。なお、オペラウインドウをオプション選択した場合はCピラーのエンブレムは無くなり、代わりにフェンダーの「Gran Torino」エンブレムの下に「Sport」エンブレムが装着された。レーザーストライプは廃止されたが、非反射式カラーストライプは幾つかの色で用意されていた。グラン・トリノ・スポーツのドア内装パネルは他のグラン・トリノと同様のビニール製が用いられた。前年までの追加メーターオプションは標準装備となり、タイヤは前年までの70シリーズ14インチ・バイアスタイヤから78シリーズ15インチ・ラジアルタイヤに変更された。バケットシートは引き続きオプションとして残されていたが、ヘッドレストが別体式のローバック形状となった。また、オプションとしてドアパネルとシートにカラーストライプを入れることができた。オプションの「マグナム500」ホイールはそれまでの総クロームメッキ仕上げから、トリムリングとスポークの両方とも塗装仕上げに変更された。1974年式グラン・トリノ・スポーツは、エンジンの性能低下と重量増大も相まって性能面では精彩を欠いたモデルとなった。特に重量面では1974年式は1972年式よりも400 lb (180 kg) も重くなっていた。
スポーツ性が次第に失われゆく状況の中でも1974年式トリノは依然として高い人気を保持しており、フォードは426,086台を生産した。しかし、そのうちの96,604台はグラン・トリノ・エリートであった。

### 1975年式
1975年式トリノは幾つかの小改良を除いては、大部分は前年とほぼ同じ形態であった。モデルラインナップの唯一の変更点は、グラン・トリノ・エリートがトリノのラインナップから外れた事である。エリートはこのモデルイヤーから独立車種となり、名称も単にフォード・エリート (en:Ford Elite) として販売されるようになった。1975年式トリノは全てのモデルで信頼性の高いセミ・トランジスタ式点火装置が採用され、始動性と燃費が向上し、整備コストも低廉となった。ラジアルタイヤの標準化も省燃費化に貢献し、パワーステアリングとブレーキブースターも全モデルで標準装備となった。1975年式トリノは新しいデザインのステアリングホイールと、オプションで燃費計として機能する負圧計が設定された事も特徴であった。
1975年式は外装や寸法は殆ど変化しなかったが、唯一特筆すべき点としては、ベースモデルのトリノのグリルとフロントフェイスがグラン・トリノのものと共通化された事が挙げられる。しかし外見の変化はなかったものの、1974年式と比べて重量は増加し続けていた。
連邦大気汚染規制法の改正により、フォードは1975年式トリノを基準適合させる為に三元触媒を採用した。しかし、三元触媒は強い排圧を発生させる為にエンジン出力は大きく減少する事になった。こうした事態に対処する為、フォードは1975年式全モデルの標準エンジンをチャレンジャーV8系351V8に変更し、変速機もクルーズOマチック3速ATのみとする事になった。MTは全て廃止され、エンジン出力も460 cu in (7.5 L) エンジンを除いて1974年式よりも大幅に減少し、重量増加によって燃費も運動性能も低下し続けていた。オプションエンジンは400 cu in (6.6 L)・2バレルV8と460・4バレルV8のみとなり、351・4バレルV8は廃止されてしまった。
ミッドブロックの351C-2V V8エンジンは1974年式を最後に廃止された。代わって新型のミッドブロックV8である351M-2V V8エンジンがラインナップに加えられた。このエンジンはチャレンジャーV8系の351V8エンジンと共に、351・2バレルエンジンを選択した際に搭載されたものであるが、351Mは400 cu in (6.6 L) 向けの背の高いシリンダーブロックを採用し、コネクティングロッドやインテークマニホールド等の多くの部品を351Cエンジンや400エンジンと共有していて、フォード内の生産コストの低減に貢献した。351Wと351Mの間にはかなりの出力性能差があったが、強化された排出ガス規制の為にカリフォルニア州では351Mエンジン搭載車は購入できなかった。
グラン・トリノ・スポーツは実質的には1974年式と殆ど変わらない形態で購入する事が出来た。それは同時に、グラン・トリノ・スポーツは他のグラン・トリノと殆ど差別化が行われないまま継続されていた事も示しており、顧客の関心はもはや殆ど得られない状態であった。結果的に1975年式グラン・トリノ・スポーツは歴代のスポーツモデルで最も不人気な年式となり、5,126台を売り上げるに留まった。
1975年式トリノは1974年式に比較して大きく売り上げを落とした。これは前年式の稼ぎ頭でもあったエリートが独立車種となった事も影響しており、トリノは生産台数の大部分を失う事になった。フォードは1975年に195,110台のトリノを生産したに留まり、1975年式エリートの生産台数123,372台を合わせたとしても318,482台に過ぎず、1974年式から大きく落ち込む結果となった。主要な要因としては、顧客の関心がより小型で経済性の高い車種へと移り、需要もそのような小型車へシフトする傾向があった事が考えられた。フォードはそうした顧客層の新たな指向に合わせて、フォード・グラナダ (en:Ford Granada (North America)) を開発しており、トリノの顧客層を大きく侵食しつつあった。グラナダはフォードのコンパクトカーに分類される車種で、フロントフェイスは1974年式グラン・トリノ・エリートを強く意識したものであり、その大きさは1960年代のトリノに近いサイズでもあった。

### 1976年式
1976年式トリノはモデルラインナップに大きな変化が生じた。グラン・トリノ・スポーツが廃止され、2ドア及び4ドアとステーションワゴンのトリノ、グラン・トリノ、グラン・トリノ・ブロアム(スクワイアワゴン)の合計9種類のラインナップとなった。1976年式の新しいオプションは電動トランクオープナーと、パーキングブレーキの自動解除装置であった。グラン・トリノの2ドアモデルでは、以前はスポーツでのオプション品であったバケットシートとセンターコンソールのセットをオプション選択できるようになった。加えて、オペラウインドウやランドールーフ (en:Landau (automobile)) 等のオプションも全ての2ドアモデルで選択可能となった。但し、1976年式はスタイリングの変更は行われなかった。
1976年式はオプションエンジンは前年と同じ物が継続された。しかし、全てのエンジンで点火時期の変更とEGRバルブの装着が行われた事で燃費が改善された。351 cu in (5.75 L)・2バレルエンジンと400 cu in (6.6 L)・2バレルエンジンは馬力とトルクの双方が増加し、逆に460 cu in (7.5 L)・4バレルエンジンは若干性能が低下した。また、燃費向上の試みとして全モデルの標準の最終減速比が2.75:1とされた。
1975-1976年式グラン・トリノはen:Spelling-Goldberg Productions製作のテレビドラマ、刑事スタスキー&ハッチに赤いグラン・トリノとして登場し日本でも比較的高い知名度を持っていた。同作のプロデューサーは主人公が運転する為の派手で特殊な車両を必要としており、当時フォードが製作会社への車両のリース契約を結んでいた為に、最終的に明るい赤色の1975年式グラン・トリノ2ドアモデルが同作のパイロット版エピソードの為に選択された。製作会社は良くも悪くも普遍的な車であるトリノを非日常的な存在とする為に、大きな白色のベクトルストライプをボディサイドに描き、ホイールとタイヤも5連発マグナム型アルミホイールと大きなリアタイヤに交換、撮影の際車体に派手な挙動を発生させる為にエアサスペンションも追加された。同作は非常に大きな人気を博するようになり、ひいてはその影響で影の主役でもあるトリノの人気も向上する事になった。フォードは直接的にテレビ番組としての刑事スタスキー&ハッチを支援する事はなかったものの、国民の視線が大きくトリノに向けられている事実に着目し、テレビドラマ仕様のレプリカバージョンを導入する事になった。
フォードは1976年春に、1,000台限定で刑事スタスキー&ハッチ仕様のトリノを製造した。このレプリカ仕様は1976年3月にフォード・シカゴ工場で生産が開始された。この限定生産パッケージは基本的には特殊塗装を施すオプションであったが、これを選択する為にはデラックス・バンパー及びツートーンカラースポーツドアミラーの選択が必須であった。テレビドラマ仕様の5連発マグナム型アルミホイールはフォードからは提供されず、マグナム500ホイールが提供されるに留まった。ホイールオプションは必須では無かった為、レプリカ仕様の中にはノーマルホイールとホイールキャップが装着されて出荷されたものも存在した。フォードはレプリカ仕様を製作するに当たって、車体全体を一度白に塗装した上でベクトルストライプの形にマスキングを行い、1972年から1975年式まで及びテレビドラマ仕様でも使用されていたブライト・レッド（カラーコード2B）を改めて重ね塗りする手法を採った。1976年式の市販車両には色調の異なる赤色が採用された為、ブライト・レッドは1976年式ではレプリカ仕様以外では選択する事が出来なくなった。フォードが生産したレプリカ仕様はテレビドラマ仕様に極めて近い仕上がりであったが、実際にはストライプの形状が若干異なり、テレビドラマのようには派手な挙動は行えなかった。レプリカ仕様のオーナーの多くは、車両購入後に5連発マグナム型アルミホイールとエアサスペンションを装着し、よりテレビドラマ仕様に近づける改造を施した。なお、レプリカ仕様は1976年式トリノの全てのオプションエンジンを選択可能であった。シートの色は黒か白に限定されていたものの、その他の全ての内装関係オプションを選択可能であった。フォードが生産した1976年式レプリカ仕様はSpelling-Goldberg社にオリジナルのテレビドラマ仕様のバックアップカーとして1台がリースされた。
1976年式の生産台数は193,096台で、1975年式よりも僅かに低下した。そしてこの年がフォード・トリノの最後の生産年度となった。

## 後継車種
1977年、フォードはトリノの名称を廃止し、新たにフォード・LTD II (en:Ford LTD II) の名称を与えて発売した。LTD IIはトリノのボディメタルをベースに、スタイリングを変更して開発された、実質的な後継車であった。また、トリノのシャーシは1977年から1979年に掛けてLTD II以外にも、マーキュリー・クーガー (en:Mercury Cougar#1977–1979) やフォード・ランチェロ、フォード・サンダーバードで使用され続けた。

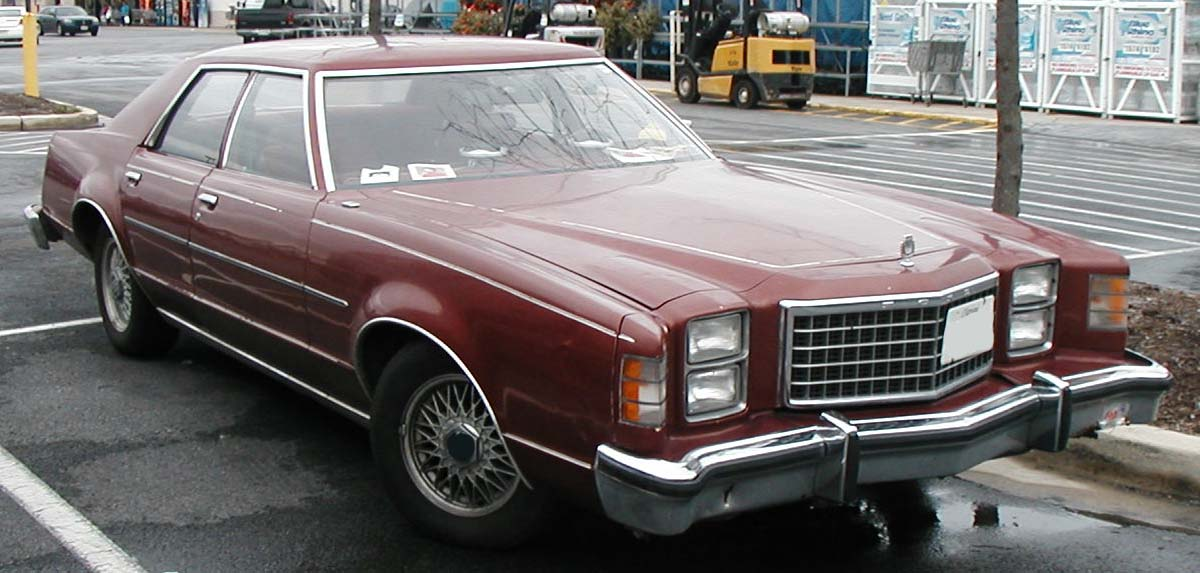
事実上の1977年式トリノでもあったフォード・LTD II。
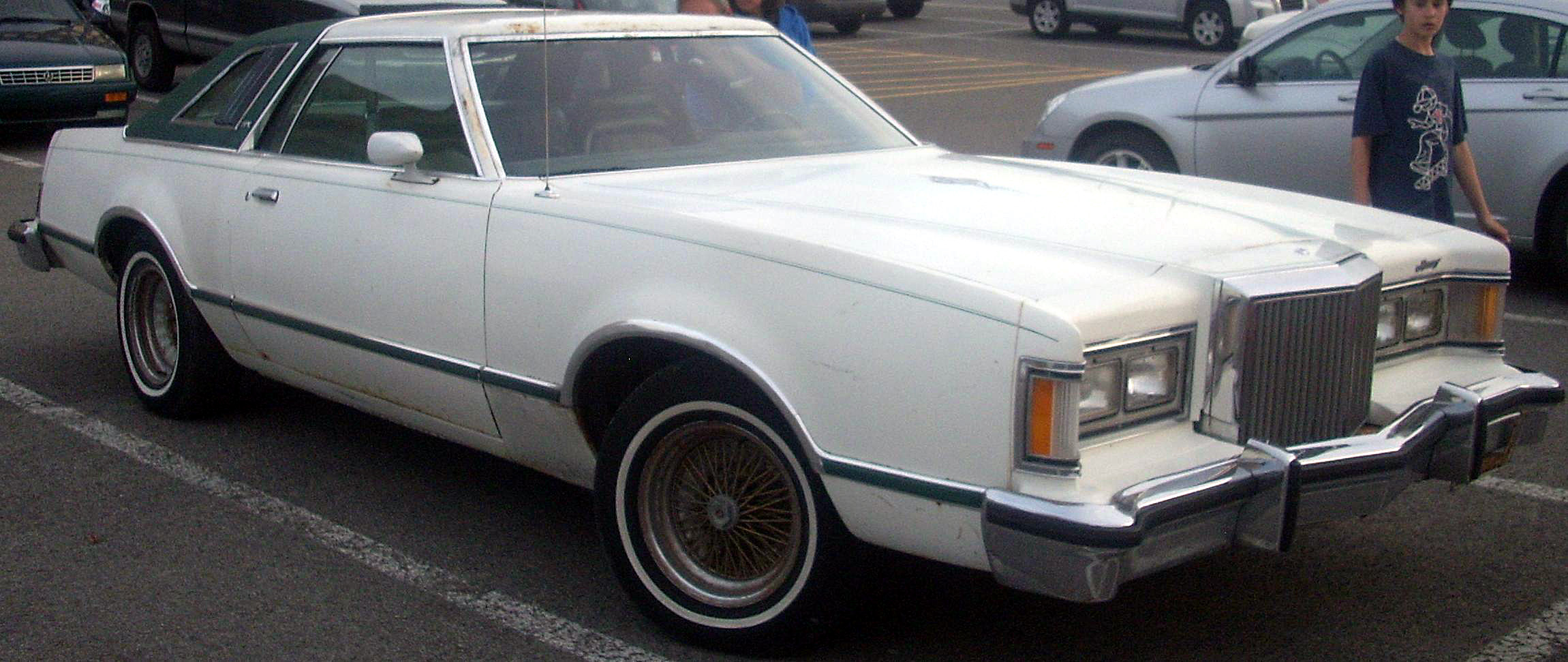
1977-1979年までのマーキュリー・クーガーもトリノの後継車の一つである。
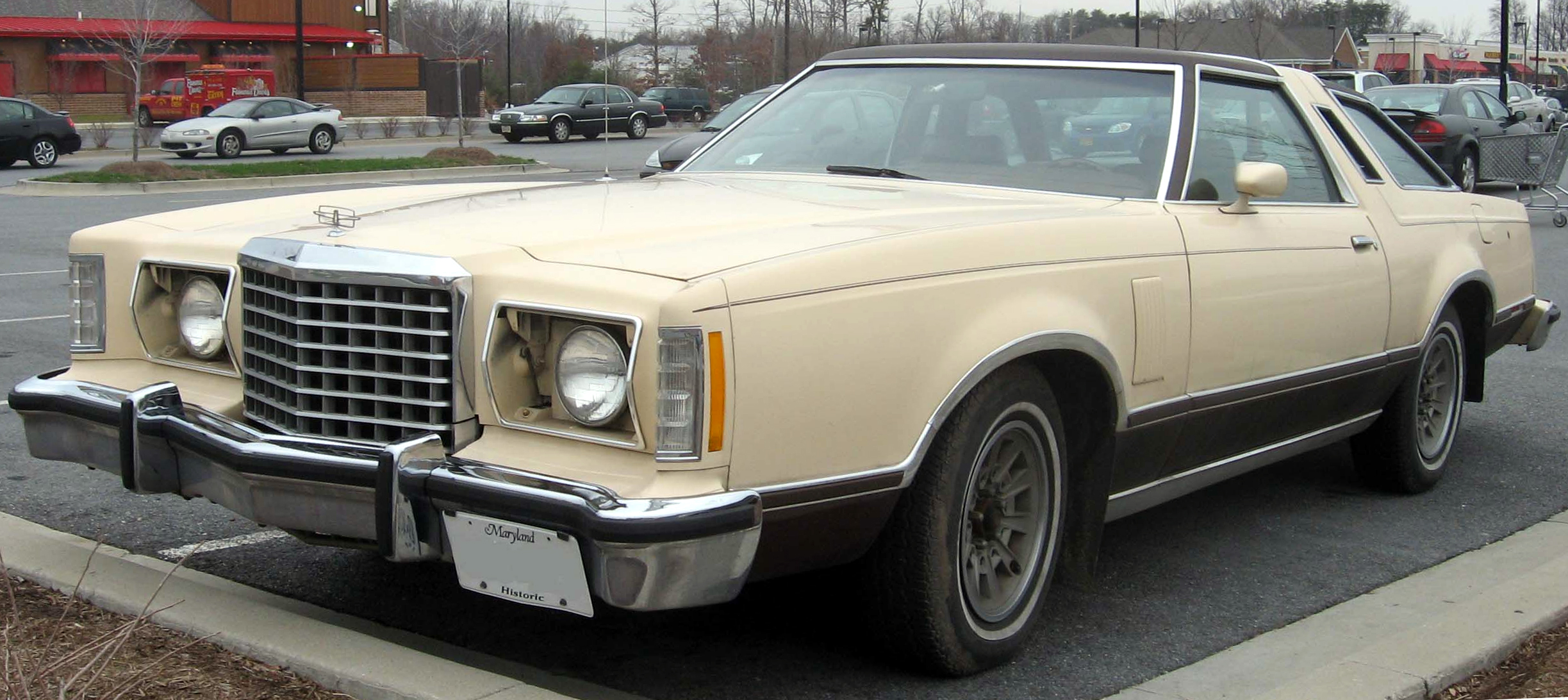
俗にトリノ・バーズと呼ばれた1977-1979年までのフォード・サンダーバード。

## NASCAR参戦車両
第1世代トリノのファストバック車のルーフラインは市販車両の状態でも十分空力特性に優れており、1968年から1969年に掛けてのNASCARにおけるスーパースピードウェイ (en:Oval_track_racing#Superspeedways) において支配的な強さを発揮した。1969年、ダッジはトリノに対抗する為にダッジ・チャージャー500 (en:Dodge Charger (B-body)#Charger 500) を投入、この車両はNASCARのオーバルトラックを走行する際の空力特性の改善に特化した特別な設計が行われていた。一方、フォードも同年の中型車ラインナップにトリノをベースにした特別な高性能車両であるフォード・トリノ・タラデガを追加した。この限定車両はNASCARを走る為だけに特化した設計が行われており、特に空力性能の改善に重点が置かれていた。

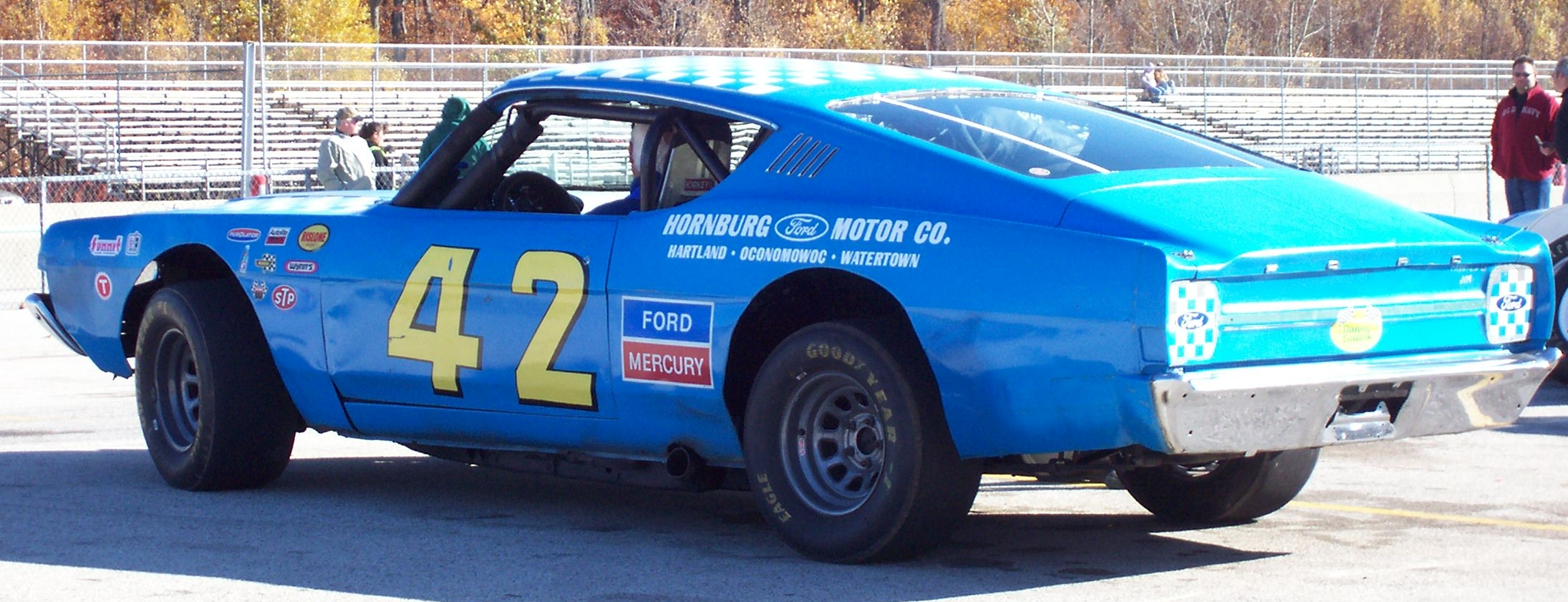
1968年式トリノ・NASCAR参戦車両（:en:Dick Trickle車）。空力に優れたスポーツルーフ車が多用された。

トリノ・タラデガは全長を5インチ (127 mm) 延長し独自のフロントフェイスが装着された。フォードのエンジニアはフロントエンドを延長すると共に、ボディ先端に向かってテーパー形状を描く事で空気抵抗を減少させた。市販車両では大きな凹面を持っていたフロントグリルも、フロントフェイスに合わせた平滑な形状の物に変更された。ボディ側面下部のロッカーパネルもNASCARの規定に合致する範囲でより地面に近くなるように5インチ (127 mm) 延長された。
トリノ・タラデガはスポーツルーフ車のみがラインナップされ、車体色はウィンブルドン・ホワイト、ロイヤル・マルーン、プレジデンタル・ブルーの3色が用意された。全ての車体色でつや消しブラックのボンネットと、専用のベルトストライプが貼付された。トリノ・タラデガには標準で429 cu in (7.03 L) コブラジェット(ラムエアー無し版)と、C-6型3速AT、staggered配置のリアショック(市販車両では4速MT車のみの装備であった)、3.25:1のオープンデフが装備された。また、内装には布・ビニール張りのベンチシートが用いられ、車体コードは1969年式コブラと同様にフェアレーン500と同じコードが使用された。トリノ・タラデガは車体色以外の一切のオプションが用意されず、販売台数は僅か743台であった。
トリノ・タラデガはNASCARにおいてフォードに多くの栄光をもたらした。これに触発されたダッジとプリムスは、より急進的な空力設計を持つダッジ・チャージャー・デイトナ (en:Dodge_Charger_Daytona) を1969年シーズンに投入、更に巨大なゴールポストリアウイングやノーズコーンを持つプリムス・スーパーバード (en:Plymouth Superbird) を1970年シーズンにそれぞれ投入した。フォードは1970年シーズン中を目処により空力特性に優れた車両の開発を目指したが、その間は多くのフォード系チームは空力的に後れを取る1969年型トリノ・タラデガで1970年シーズンを戦い続けなければならなかった。
フォードはNASCARでの支配的な地位を取り戻す為、再びトリノをベースに特別な高性能車両を製作する事を計画した。その車両は1970年式をベースに設計、1970年モデルイヤー中での市販が企画され、名称はフォード・トリノ・キングコブラとされた。トリノ・キングコブラはトリノ・タラデガと同様に空力特性の最適化を念頭に置いた設計が行われ、1970年式トリノの市販車両とは全く異なる外観が与えられた。フロントフェイスは先端に行く程鋭く尖った形状となり、ヘッドライトは2灯式が採用され、フロントフェンダー先端にシュガースコップ様の窪みに埋め込まれるデザインとなった。その外観は1969年発売のダットサン・240Z (en:Nissan_S30#240Z) と非常によく似たものとなった。トリノ・キングコブラのフロントグリルはフロントバンパー下の巨大な開口部であり、近代的な自動車で用いられるボトムブリーザー (en:bottom breather) と同じ概念が用いられている。パーキングランプはヘッドランプの内側に埋め込まれるように配置され、ボンネットは中央部付近のみ黒く塗装された。また、フロントフェンダーからリアクォーターパネルに掛けて、1968-69年式トリノGTと同じサイドストライプが貼付された。フォードは更に空力を改善する為に、NASCAR参戦チームに対してはヘッドライトカバーも提供する予定であった。
しかし、NASCARはホモロゲーションの変更を行い、予選参加に必要な市販台数を最低500台から最低3000台にまで引き上げた。これにより、フォードはトリノ・キングコブラの市販計画を断念した。トリノ・キングコブラはNASCARでのテスト用とショウルーム展示用を含んだ3台のプロトタイプが製造されたのみであった。1台はBoss 429 マスタングと同じ429ボスV8が搭載され、残りの2台にはそれぞれ429 SCJと429 CJエンジンが搭載された。
トリノ・キングコブラの計画断念後、NASCARのエアロカー戦争はプリムス・スーパーバードが制する事となった。しかし、スーパーバードの栄光も長くは続かなかった。NASCARは1970年シーズン後の台数規定の変更に続き、1971年シーズン前には参戦車両は原則として市販車両と同一形状である事を要求する新たなレギュレーションを策定し、トリノ・タラデガから始まったエアロ・ウォーリアの時代は完全に幕を下ろす事となる。

## エンジンスペック
各年式のフォード・トリノの詳細なエンジンスペックについては、現状では下記の英語版を参照されたい。

## アメリカでの人気
アメリカに於いては今日でもマッスルカーは人気を博しているが、フォード・トリノに関しては他の多くの車両のように必ずしも販売当時からマッスルカーとしての評価を受けていた訳ではなかった。1960年代から1970年代に掛けてトリノは確かに人気の車種ではあったが、それは大衆車としての人気であり、今日のコレクターのコレクション対象としての人気は他の車種には到底及ばない物であった。今日、ほぼ同じ維持・整備状態のフォード・トリノに比較して、シボレー・シェベルやプリムス・ロードランナーの方が遙かに高い人気と価格を有している。また、フォード愛好家の間ではマスタングやサンダーバード、或いはその他のフルサイズ車がより注視されがちだった事もあり、フォード・トリノは半ば忘れられつつあった車種でもあった。
今日においてコレクタブルな価値を持つトリノは幾つかの種類に限定されている。1970-71年式トリノ・コブラ、1969年式トリノ・タラデガ、1970年式トリノ・キングコブラ、1968-71年式トリノGT・コンバーチブル、そして1969年式コブラが蒐集対象として価値があるマッスルカーとして認識されている。その他のトリノ、とりわけ第3世代はそれまではそれ程大きな価値を持つとは認識されていなかったが、ここ10年程の間に幾つかの事象により重要な価値を持つと認識されるようになったものも存在する。一つは1972年式グラン・トリノであり、2008年の映画『グラン・トリノ』におけるクリント・イーストウッド（1976年の映画『ダーティハリー3』でも女性刑事を乗せる場面がある）が駆る1972年式グラン・トリノ・スポーツや、翌2009年の『ワイルド・スピード MAX』での活躍により注目を集めている。1974-76年式は1970年代のテレビドラマである「刑事スタスキー&ハッチ」によって一定の知名度が存在したが、2004年に同作が'映画『スタスキー&ハッチ』としてリメイクされた事で同年式の価格全体を押し上げる結果となった。それでも、同年式の殆どの車体は特別な価値を持つ程には至ってはいないのだが、長年の同作のファンにとっては1976年式のフォード謹製のレプリカ仕様の存在は投資に値するだけの価値を有すると認識されている。 
以上のような要素がありながらも、トリノはクラシックカーイベントやマッスルカーイベントでは依然として比較的稀な存在であり続けている。単なる人気や知名度の不足以上に、今日における現存するトリノの割合が低い理由として、トリノ特有の耐久性の問題が挙げられる。トリノはシャーシやボディの防錆耐性に深刻な問題を抱えている記録が残っており、厳冬期に道路上に融雪剤が散布される地域に於いては、トリノは新車購入後最初の5年以内に重度の錆が発生したと報告された。更に腐食問題を深刻化される要素として、1969年から1973年式までのトリノにおける重度のボディ塗装剥離問題も報告されていた。これらの結果により、1970年代における中型車の中古車市場に於いてはトリノは常に最低位のリセールバリューしか与えられなかった。